# Liste von Burgen und Schlössern in Slowenien

Historische Landschaften Sloweniens:
1: Primorska (slowenisches Küstenland)
2: Kranjska (Teil des früheren Kronlandes Krain)
2a: Gorenjska (Oberkrain)
2b: Notranjska (Innerkrain)
2c: Dolenjska (Unterkrain) und Bela krajina (Weißkrain)
3: Koroška (Teil des früheren Kronlandes Kärnten (Slowenisch-Kärnten))
4: (Spodnja) Štajerska (Teil des früheren Kronlandes Steiermark (Untersteiermark))
5: Prekmurje (Übermurgebiet)

Die Liste von Burgen und Schlössern in Slowenien nennt erhaltene und abgegangene Anlagen von Burgen und Schlössern auf dem Territorium des heutigen Sloweniens. Zur Zeit der Entstehung der mittelalterlichen Burgen und späteren Schlösser waren die Hauptgebiete des heutigen Sloweniens Teil des Krain (Mark, späteres Herzogtum und späteres österreichisches Kronland) bzw. der östliche Teil war Teil des Herzogtums und späteren Kronlandes Untersteiermark; das Übermurgebiet bis 1918 Teil des Königreiches Ungarn.

## Liste

### Primorska(Küstenland)
| Bezeichnung | Ort                                                                                           | Bemerkungen | Abbildung           |
| --- | --------------------------------------------------------------------------------------------- | --- | ------------------- |
| Burg Alt-Wippach (slowenisch: Grad Vipava) (Lage: 45° 51′ 1″ N, 13° 57′ 51″ O)                                                                                            | Gemeinde Vipava (deutsch: Wippach)                                                            | Höhenburg; erbaut Mitte des 12. Jahrhunderts; im 17. Jahrhundert eingestürzt; Kulturdenkmal von lokaler Bedeutung (EŠD 7470) | Mehr Bilder         |
| Baumkircher Turm (auch Baumkircher Turn, slowenisch: Baumkircherjev Turn, Trdnjava Tabor oder Spodnji Grad) (Lage: 45° 50′ 39″ N, 13° 57′ 47″ O)                          | Gemeinde Vipava (deutsch: Wippach)                                                            | Erbaut 1342. Erhalten sind ein Teil des alten Hauptgebäudes, der bastionsartige Wehrturm und eine Teilmauer mit Portal und Lanthieri-Wappen von 1653 | Mehr Bilder         |
| Jagdschloss Belvedere (auch: Schloss Maria Au, slowenisch: Grad Zemono, Dvorec Belvedere oder Dvorec Zemono) (Lage: 45° 51′ 22″ N, 13° 56′ 56″ O)                         | Gemeinde Vipava (deutsch: Wippach), Ortschaft Zemono (deutsch: Maria Au bei Wippach)          | Erbaut 1689, 1975 renoviert; heute Konzerthaus. | Mehr Bilder         |
| → Festung Flitscher Klause (auch: Werk Flitscher Klause, slowenisch: Trdnjava Kluže) (Lage: 46° 21′ 40″ N, 13° 35′ 23″ O)                                                 | Gemeinde Bovec (deutsch: Flitsch)                                                             | Von 1880 bis 1882 erbaute Festung bzw. Sperrwerk (Fort) als ehemaliger Teil der österreichischen Festungswerke an der Grenze zu Italien, erhalten, dient heute als Kulisse für Veranstaltungen. Vorgängerbauwerk als Talsperre existierte von 1472 bis 1797 und wurde durch Napoleons Truppen vom höhergelegenen Platz des heutigen Fort Herrmann zerstört. | Mehr Bilder         |
| Burg Gewerkenegg (slowenisch: Grad Geweerkenegg oder Grad Idrija) (Lage:46° 0′ 3″ N, 14° 1′ 7″ O)                                                                         | Idrija (deutsch: Idria)                                                                       | 1522 zur Kontrolle der dortigen Quecksilberminen errichtet; heute Museum | Mehr Bilder         |
| → Fort Hermann (auch: Werk Hermann oder Wehr Rombon, slowenisch: Zgornja trdnjava Kluže) (Lage: 46° 21′ 36″ N, 13° 35′ 17″ O)                                             | Gemeinde Bovec (deutsch: Flitsch)                                                             | Oberhalb der Festung Flitscher Klause bis 1906 erbaute Festung bzw. Sperrwerk als ehemaliger Teil der österreichischen Festungswerke an der Grenze zu Italien, im Ersten Weltkrieg hart umkämpft und teils zerstört. Als Ruine erhalten. 1797 wurde von diesem höhergelegenen Platz das Vorgängerbauwerk der Flitscher Klause zerstört und 100 Jahre später bei Erstellung der österreichischen Grenzbefestigungen deshalb hier eine neue Befestigung erstellt. Benannt wurde sie nach Hauptmann Johann Hermann von Hermannsdorf, der während der Napoleonischen Kriege Kommandant der Festung Predel (Batterie Predilsattel) war und bei der Verteidigung 1809 fiel. | Mehr Bilder         |
| Schloss Kronberg (auch: Cronberg, slowenisch: Grad Kromberk) (Lage:45° 57′ 41″ N, 13° 41′ 10″ O)                                                                          | Gemeinde Nova Gorica (deutsch: Görz), Ortschaft Kromberk (deutsch: Kronberg)                  | 1609 auf den Mauern einer älteren Burg erbaut; heute Museum. | Mehr Bilder         |
| → Lanthieri Schloss (slowenisch: Grad Lanthieri) (Lage:45° 50′ 43″ N, 13° 57′ 46″ O)                                                                                      | Gemeinde Vipava (deutsch: Wippach).                                                           | Barockschloss erbaut 1762. Heute Teil der Universität von Nova Gorica. | Mehr Bilder         |
| Burg Leutemberg (auch Leutenburg oder Lejtenburg, slowenisch: Grad Lože oder Grad Leutemberk) (Lage:45° 49′ 45″ N, 13° 56′ 5″ O)                                          | Gemeinde Vipava (deutsch: Wippach), Ortschaft Lože (deutsch: Rosenegg)                        | Erbaut im 12. Jahrhundert. | Mehr Bilder         |
| Schloss Mahrensfelt (auch: Haus Marensfeld, slowenisch: Dvorec Odolina, italienisch Castello Dulna) (Lage:45° 35′ 11″ N, 14° 1′ 5″ O)                                     | Gemeinde Hrpelje-Kozina (deutsch: Herpelle-Gossdorf), Ortschaft Materija, Weiler Odolina      | Für die Zeit nach 1200 wird eine kleine Burg der Familie Argento angenommen, auf deren Ruinen bauten die Marenzi aus Triest ab 1628 einen großen Gut mit Herrenhaus. 1685 verkauft. Mitte des 18. Jahrhunderts erneut von der Familie Marenzi erworben und 1823 an die Familie Cipelli weiterveräußert. Im 19. Jahrhundert in bürgerlichen Besitz. Nach dem Zweiten Weltkrieg verstaatlicht und einer landwirtschaftlichen Genossenschaft übergeben. Heute ruinös. | Schloss Mahrensfelt |
| Burg Merna (slowenisch: Mirenski Grad, italienisch: Grado di Merna) (Lage:45° 53′ 0″ N, 13° 36′ 15″ O)                                                                    | Gemeinde Miren-Kostanjevica (deutsch: Schmitt-Kästenholz), Ortschaft Miren (deutsch: Schmitt) | 976 zum ersten Mal erwähnt; 1915 im Ersten Weltkrieg völlig zerstört. Verändert als schlossähnlicher Kirchenanbau an die große Marienkirche (früher Unsere Liebe Frau vom Karst genannt) wiederhergestellt. | Mehr Bilder         |
| Burg Neuhaus von Neukhoffel (auch Burg Neuhaus von Novo Skolje, slowenisch: Grad Školj oder Grad Neuhaus iz Novega Školja) (Lage:45° 39′ 38″ N, 14° 0′ 24″ O)             | Gemeinde Divača (deutsch: Waatsche), Ortschaft Škocjan (deutsch: Sankt Kanzian im Küstenland) | Erbaut im 13. Jahrhundert in einer Schleife der Reka auf einem Karstplateau. Im 16. und 17. Jahrhundert als Schloss umgebaut. Nach Verkauf nach 1809 verfallen. Heute nur wenige Reste. | Mehr Bilder         |
| → Sperre Predilsattel (auch: Paßsperre Predil oder Batterie Predilsattel, slowenisch: Trdnjava Predel) (Lage: 46° 25′ 16″ N, 13° 35′ 16″ O)                               | Gemeinde Bovec (deutsch: Flitsch), am Predilpass                                              | Neuzeitliche Passsperre am Predilpass, das Festungswerk hatte einen oberen, nördlichen, stark befestigten und einen südlichen Teil direkt an der Passstraße und war Teil der österreichischen Grenzbefestigungen zu Italien. Hier befindet sich das Gefallenendenkmal für Hauptmann Johann Hermann von Hermannsdorf. | Mehr Bilder         |
| Burg Reifenstein (slowenisch: Grad Reifenštajn, heute Grad Vipolže oder Vila Vipolže) (Lage:45° 58′ 18″ N, 13° 32′ 17″ O)                                                 | Gemeinde Brda (deutsch: Hügel), Ortschaft Vipolže (deutsch: Wippelsbach)                      | Erbaut im 11. Jahrhundert, 1460 zerstört; aus den Steinen entstand das Schloss Reifenstein. Heute dreistöckiger Kompaktbau mit Walmdach und mit vier an jeder Ecke ausgesetzten zweistöckigen Eckhäusern mit flachen Pyramidendächern. |                     |
| Burg Sankt Serff (slowenisch: Grad Socerb oder Grad Strmec, italienisch: Castello di San Servolo) (Lage: 45° 35′ 23″ N, 13° 51′ 39″ O)                                    | Gemeinde Koper (deutsch: Gafers), Ortschaft Socerb (San Servolo)                              | Im 9. Jahrhundert erbaut; 1780 durch Blitzschlag niedergebrannt; nur in Teilen wiederaufgebaut, heute gut erhaltene Ruine. | Mehr Bilder         |
| Burg Sankt Daniel (slowenisch: Grad Štanjel, italienisch: Castello San Daniele oder Castello San Angelo) (Lage: 45° 49′ 26″ N, 13° 50′ 41″ O)                             | Gemeinde Komen (deutsch: Komein), Ortschaft Štanjel (deutsch: Sankt Daniel im Karst)          | Erbaut im 11. Jahrhundert; 1944 von jugoslawischen Partisanen zerstört; die Renovierung dauert an. | Mehr Bilder         |
| Burg Schönfeld (auch: Schloss Dobra, slowenisch: Grad Dobrovo, italienisch: Castel Dobra) (Lage: 45° 59′ 48″ N, 13° 31′ 27″ O)                                            | Gemeinde Brda (deutsch: Hügel), Ortschaft Dobrovo (deutsch: Schönfeld)                        | Kastellburg mit vier venezianischen Ecktürmen – umwehrt mit runden Bastionstürmen in den Ecken, von um 1600 auf älterer Anlage, Burgkapelle dem hl. Antonius von Padua gewidmet | Mehr Bilder         |
| Burg Schwarzenegg (slowenisch: Grad Švarcenek oder Grad Završnik, italienisch: Castello Nigrignano oder Castello di Schwarzenegg) (Lage: 45° 37′ 45″ N, 14° 1′ 16″ O)     | Gemeinde Divača (deutsch: Waatsche), Ortschaft Podgrad pri Vremah (deutsch: Schwarzenegg)     | Erbaut Ende des 11. Jahrhunderts; am 11. Mai 1713 von Bauern zerstört; nur wenige Ruinen. Denkmalnummer: EŠD 7303 |                     |
| Burg Tolmein (slowenisch: Grad Tolmin oder Grad Kozlov Rob) (Lage: 46° 11′ 22″ N, 13° 43′ 33″ O)                                                                          | Tolmin (deutsch: Tolmein)                                                                     | 1188 erstmals erwähnt; 1651 aufgegeben. | Mehr Bilder         |
| Burg Trilleck (auch: Trillegg, slowenisch: Grad Trilek, Graščina Trilek oder Stari Grad) (Lage: 45° 52′ 54″ N, 13° 59′ 22″ O)                                             | Gemeinde Ajdovščina (deutsch: Haidenschaft), Col (deutsch: Riesenberg)                        | Erbaut Anfang des 16. Jahrhunderts, heute Museum. Denkmalnummer: EŠD 4976 | Mehr Bilder         |
| Burg Vikumberg (auch: Vinchimberch, Vichimberch oder Winchumberg, slowenisch: Grad Vikumberg, italienisch: Castello di Vinchimberch) (Lage: 45° 36′ 42″ N, 13° 53′ 22″ O) | Gemeinde Hrpelje-Kozina (deutsch: Herpelle-Gossdorf), Ortschaft Beka                          | Erbaut 1249, ab 1342 im Besitz der Grafen von Görz, 1361 zerstört. Denkmalnummer: EŠD 9163 |                     |
| Schloss Wippelsbach (auch: Villa Wipelsach, slowenisch: Vila Vipolže, Grad Vipolže bzw. Vila Thurn) (Lage: 45° 58′ 18″ N, 13° 32′ 17″ O)                                  | Gemeinde Brda (deutsch: Hügel), Ortschaft Vipolže (deutsch: Wippelsbach)                      | Erbaut im 12. Jahrhundert als Festes Haus der Grafen von Görz, verwaltet von den von Wipelsach. Im 17. Jahrhundert als Schloss im Stil des Manierismus und mit venezianischen Verzierungen um- und ausgebaut, in der ersten Hälfte des 20. Jahrhunderts als Militärkrankenhaus benutzt, 1948 ausgebrannt, 2013–2015 mit europäischen Mitteln und Geldern des slowenischen Kulturministeriums renoviert, heute z. T. Museum. Denkmalnummer: EŠD 820 |                     |

### Ehemaliges Herzogtum Krain
| Bezeichnung | Ort | Bemerkungen | Abbildung                                            |
| --- | --- | --- | ---------------------------------------------------- |
| Schloss Ainöd (Schloss Einöd, Schloss Ainödt, slowenisch: Grad Soteska) (Lage: 45° 46′ 48″ N, 15° 1′ 9″ O)                                                                             | Soteska, Gemeinde Dolenjske Toplice | Schloss am Ufer der Krainer Gurk, teilzerstört, Ruine, Teile der Schlossbebauung und der quadratischen Wehrmauer mit vier mächtigen Ecktürmen noch erhalten | Mehr Bilder                                          |
| Burg Ajdov (Lage: 45° 51′ 41″ N, 15° 12′ 1″ O) | bei Sela pri Štravberku (deutsch: Sela bei Strauberg), Gemeinde Novo mesto (deutsch: Rudolfswerth, auch: Neustadtl)                                                  | Burgruine aus dem 11. – 13. Jahrhundert, vollständig zerstört. Burghügel. | Mehr Bilder                                          |
| → Altauersperg (auch: Untere Burg slowenisch: Grad Stari Turjak) (Lage: 45° 52′ 40″ N, 14° 36′ 19″ O)                                                                                  | Turjak, Ortsteil von Velike Lašče (deutsch: Großlaschitz) | Doppelburg Altauersperg – Auersperg, Altauersperg ist die vermutlich ältere Burg als Spornburg etwas tiefer liegend, 1067 wurde es als Burg erbaut und später mehrmals zerstört, aber immer wieder aufgebaut. Ab dem 15. Jahrhundert nicht mehr bewohnt und zur Ruine zerfallen. | Mehr Bilder                                          |
| Burg Alteinöd (auch: Burg Teber, slowenisch: Grad Stara Soteska) (Lage: 45° 46′ 26″ N, 15° 0′ 28″ O)                                                                                   | beim Ortsteil Loška Vas (deutsch: Sankt Martin in der Au, auch: Alt-Ainöd oder Auen), Gemeinde Dolenjske Toplice (Töplitz)                                           | 1145 erstmals erwähnt; im 17. Jahrhundert eine Ruine. | Mehr Bilder                                          |
| Burg Altenlack (slowenisch: Grad Stari Loka, auch Strahlov Grad bzw. Starološki Grad) (Lage: 46° 10′ 17″ N, 14° 18′ 3″ O)                                                              | Stari Loka (deutsch: Stari Loka), Gemeinde Škofja Loka (deutsch: Bischoflack).                                                                                       | Erbaut im 12. Jahrhundert; heute Privatbesitz. | Mehr Bilder                                          |
| Burg Altenburg (slowenisch: Stari Grad pri Otočcu) (Lage: 45° 50′ 39″ N, 15° 12′ 29″ O)                                                                                                | Zagrad pri Otočcu (deutsch: Bersegg), Stadt Novo mesto (deutsch: Rudolfswerth)                                                                                       | Erbaut im 12. Jahrhundert; heute Privatbesitz. Noch gut erhalten und bewohnt. | Mehr Bilder                                          |
| → Burg Auersperg (slowenisch: Grad Turjak) (Lage: 45° 52′ 37″ N, 14° 36′ 27″ O) | Turjak, Ortsteil von Velike Lašče (deutsch: Großlaschitz) | Doppelburg Altauersperg – Auersperg, Auersperg ist die vermutlich jüngere und besser erhaltene Burg als Höhenburg, später kastellartig als Festung und Schloss ausgebaut; 1220 als Burg urkundlich und später mehrmals zerstört, aber immer wieder aufgebaut. Die Wehranlage überstand die Türkenangriffe und 1511 ein Erdbeben. Danach wurde die Burg zu einem Schloss umgebaut. Im Zweiten Weltkrieg wurde es teilweise zerstört und ist heute teilweise wiederaufgebaut bzw. erhalten. | Mehr Bilder                                          |
| Schloss Baumgartenhof (slowenisch: Stari Dvor Polhov Gradec) | Dvor pri Polhovem Gradcu (deutsch: Billichgrätz), Gemeinde Dobrova-Polhov Gradec (deutsch: Hard bei Laibach)                                                         | Erbaut Mitte des 15. Jahrhunderts, 1511 durch Erdbeben zerstört. |                                                      |
| Schloss Belnek (Schloss Wildeneck oder Welnek) (Lage: 46° 7′ 35″ N, 14° 45′ 44″ O) | Drtija (deutsch: Drittai), Ortsteil von Moravče (deutsch: Moräutsch)                                                                                                 | Einfaches Schloss des 14. Jahrhunderts, Ende 16. Jahrhundert umgebaut, im Zweiten Weltkrieg von Partisanen zerstört, mit Privathaus überbaut. | Mehr Bilder                                          |
| Schloss Billichgrätz auch: Billichgritz, Pilchgrez (slowenisch: Stari Grad Polhov Gradec, auch: Dvorec Polhov Gradec) (Lage: 46° 4′ 4″ N, 14° 18′ 50″ O)                               | Gemeinde Dobrova-Polhov Gradec (deutsch: Dobrawa-Billichgrätz), Ortsteil Polhov Gradec (deutsch: Billichgrätz)                                                       | Erbaut als Burg in der 2. Hälfte des 12. Jahrhunderts (Oberburg), 1514 im Bauernkrieg zerstört; als Schloss (Unterburg) wieder aufgebaut, heute Museum. | Mehr Bilder                                          |
| Schloss Bischoflack (auch: Bischofslack, Bishafflackh oder einfach Schloss Lack, slowenisch: Loški grad, englisch: Loka Castle) (Lage: 46° 9′ 55″ N, 14° 18′ 18″ O)                    | Stadt Škofja Loka (Bischof(s)lack) | | Mehr Bilder                                          |
| Burg von Bled (auch: Burg Veldes, slowenisch: Blejski Grad) (Lage: 46° 22′ 11″ N, 14° 6′ 2″ O)                                                                                         | Bled (deutsch: Veldes) | | Mehr Bilder                                          |
| Bogenšperk (Schloss Wagensperg, Burg Wagensberg, Wagensberg von den Hintern Leithen, Bogensbergk, verfälscht auch Burg Bogensberg genannt) (Lage: 46° 1′ 25″ N, 14° 51′ 27″ O)         | Gemeinde Šmartno pri Litiji (deutsch: St. Martin bei Littai), Ortschaft Bogenšperk (deutsch: Wagensberg)                                                             | Anfang des 16. Jahrhunderts als Nachfolgerin einer mittelalterlichen Festung in Form einer Kastellburg mit vier Türmen und einem großen Innenhof | Mehr Bilder                                          |
| → Schloss Brdo (auch: Schloss Egg, slowenisch: Grad Brdo pri Kranju) (Lage: 46° 16′ 23″ N, 14° 22′ 38″ O)                                                                              | Gemeinde Kranj (deutsch: Krainburg), Ortschaft Brdo pri Kranju (Egg bei Krainburg)                                                                                   | Schloss von 1510, später Residenz der jugoslawischen Königsfamilie, nach 1945 Sommerresidenz Josip Broz Titos, 1990 an den Slowenischen Staat, Konferenzsitz für die slowenische Regierung. | Mehr Bilder                                          |
| Schloss Ebenporthen (auch: Schloss Ebenpforten, slowenisch: Graščina Brest oder Grad Brestje) (Lage: 45° 57′ 55″ N, 14° 29′ 39″ O)                                                     | Breg pri Igu (deutsch: Ebenporthen, Ebenpforten auch: Wröst), Gemeinde Ig (deutsch: Sonnegg in der Krain)                                                            | Schlossgleicher Herrensitz von 1664, 1943 von Partisanen niedergebrannt; zweistöckiger rechteckiger Bau mit zwei den Dachfirst überragenden Ecktürmen nach Süden. Wirtschaftsgebäude mit Ummauerung im Geviert nach Norden: teilweise erhalten. Herrensitz heute renoviert und zurückgebaut als Wohngebäude mit Walmdach. Ecktürme in Ansetzen noch erkennbar. Slowenisches Kulturdenkmal: EŠD 11465.                                                                                     | Mehr Bilder                                          |
| Burg Feistritz (auch: Burg Bistrica, slowenisch: Alokov grad, grad Gradina oder grad Bistrica) (Lage: 45° 34′ 1″ N, 14° 15′ 9″ O)                                                      | Gemeinde Ilirska Bistrica (deutsch: Illyrisch Feistritz) | 1679 von Johann Weichard von Valvasor als Burg gezeichnet; 1909 waren noch Ruinen vorhanden | Mehr Bilder                                          |
| Burg Glogowitz (auch: Glogowiez, Glogwitz; slowenisch: Grad Blagovica) (Lage: 46° 10′ 35″ N, 14° 48′ 14″ O)                                                                            | bei Blagovica (deutsch: Glogowitz), Gemeinde Lukovica (deutsch: Wolfsbüchel)                                                                                         | Turmburg aus dem 13. Jahrhundert; 1511 durch Erdbeben zerstört; die Pfarrkirche St. Peter soll an ihrem Platz stehen. |                                                      |
| Burg Guettenegg auch: Güttenegg, Guettenegh, Gutneck, Gutnegg (slowenisch: Grad Gotnik, auch Grad Gutnek) (Lage: 45° 30′ 8″ N, 14° 19′ 56″ O)                                          | Gemeinde Ilirska Bistrica (deutsch: Illyrisch Feistritz), Ortschaft Fabci (deutsch: Gutenegg)                                                                        | Erbaut 1255 als Höhenburg. Anfang des 17. Jahrhunderts aufgegeben und verfallen. Reste eines gespaltenen Turms. | Mehr Bilder                                          |
| Schloss Kroisenbach (auch: Kroissenbach, Chreuzenbach; slowenisch: Grad Rakovnik) (Lage: 45° 57′ 46″ N, 15° 5′ 15″ O)                                                                  | Rakovnik pri Šentrupertu (deutsch: Krebsenbach), Šentrupert (deutsch: Sankt Ruprecht, auch Sankt Rupert)                                                             | Im 12. Jahrhundert erbaut; 1943 von Partisanen zerstört; nur noch Ruinen vorhanden. | Mehr Bilder                                          |
| Burg Plintenbach (slowenisch: Grad Slepčjek, auch: Grad Slepšek) | Slepšek (deutsch: Plintenbach), Gemeinde Mokronog-Trebelno (deutsch: Nassenfuß).                                                                                     | Im 12. Jahrhunderts erbaut; im 18. Jahrhundert eine Ruine. |                                                      |
| Burg Strugg (slowenisch: Grad Struga pri Otočcu) | Gumberk (deutsch: Gumberg in der Unterkrain), Gemeinde Novo mesto (deutsch: Rudolfswerth).                                                                           | Erbaut 1511, heute Museum. | Burg Strugg                                          |
| Burg Scharfenberg auch: Scharffenberg, Scherffenberg (slowenisch: Grad Svibno) | Svibno (deutsch: Scharfenberg), Gemeinde Radeče (deutsch: Ratschach).                                                                                                | Erbaut im 12. Jahrhundert, im 17. Jahrhundert eingestürzt. | Ruinen der Burg Scharfenberg                         |
| Burg Sankt Jörgenberg auch: Scharffenberg, Scherffenberg (slowenisch: Grad San Juriaua Gora, auch: Grad Šentjurjeva gora)                                                              | Gabrska Gora (deutsch: Gallenstein), Gemeinde Litija (deutsch: Littai).                                                                                              | Erstmals 1341 erwähnt, um 1600 aufgegeben, die Steine wurden für Schloss Gallenhof verwendet. | Burgruine St. Jörgenberg                             |
| Schloss Gallenhof auch: Gallhof (slowenisch: Dvorec Gabrje, auch Graščina Gabrje) | Gabrska Gora (deutsch: Gallenstein), Gemeinde Litija (deutsch: Littai).                                                                                              | 1600 aus den Steinen der Burg Sankt Jörgenberg errichtet. Ende des 19. Jahrhunderts aufgegeben. | Valvasor: Schloss Gallenhof, 1679                    |
| Schloss Scheuern auch Thurn zu Scheuern, Scheyer (slowenisch: Grad Širje) | Širje (deutsch: Scheuern bei Steinbrück) Gemeinde Laško (deutsch: Tüffer).                                                                                           | 1385 erstmals erwähnt, heute Wohngebäude. |                                                      |
| Burg Wartenburg (slowenisch: Grad Wartenburg) | Šmarjetna Gora (deutsch: Sankt Margarethen), Gemeinde Kranj (deutsch: Krainburg).                                                                                    | Erbaut im 12. Jahrhundert; seit dem Spätmittelalter eine Ruine |                                                      |
| Burg Stettenberg, auch: Stattenberg (slowenisch: Grad Štatenberk) | Štatenberk (deutsch: Stettenberg), Gemeinde Mokronog-Trebelno (deutsch: Nassenfuß).                                                                                  | Erstmals 1201 erwähnt; zu Beginn des 17. Jahrhunderts eingestürzt. | Überreste der Burg Stettenberg                       |
| Burg Steegberg auch: Steeberg (slowenisch: Grad Šteberk) | Žerovnica (deutsch: Schiraunitz), Gemeinde Cerknica (deutsch: Zirknitz).                                                                                             | Mittelalterliche Burg; 1635 wurde aus den Steinen das Schloss Untersteegberg gebaut. | Valvasor: Burg Steegberg (links oben), 1679          |
| Schloss Untersteegberg auch: Untersteeberg (slowenisch: Dvorec Spodnji Šteberk) | Žerovnica (deutsch: Schiraunitz), Gemeinde Cerknica (deutsch: Zirknitz).                                                                                             | 1635 aus den Steinen der Burg Steegberg errichtet, heute Privatbesitz. | Valvasor: Schloss Untersteegberg 1679                |
| Burg Stralekk auch: Stralegg, Straleck (slowenisch: Grad Štralek) | Gemeinde Šmarješke Toplice (deutsch: Töplitz). | 1247 erstmals erwähnt, bereits 1499 Ruine; nur wenige Reste. | Burgruine Stralekk                                   |
| Burg Treffen auch: Treuen, Trebn (slowenisch: Grad Trebnje) | Gemeinde Trebnje (deutsch: Treffen). | Erbaut um 1000, 1530 im Renaissance-Stil umgebaut. | Burg Treffen                                         |
| Burg Thurnau (slowenisch: Grad Turn pri Črnomlju) | Dragatuš (deutsch: Dragatusch), Gemeinde Črnomelj (deutsch: Tschernembl).                                                                                            | Erbaut Anfang des 14. Jahrhunderts, Anfang des 20. Jahrhunderts Ruine. | Burg Thurnau                                         |
| Burg Thurn auch: Thurn unter Neuburg, Turn (slowenisch: Turn, auch: Turn pod novim gradom)                                                                                             | Potoče (deutsch: Pototsch), Gemeinde Preddvor (deutsch: Höflein). | Erbaut im 14. Jahrhunderts, heute Pflegeheim. | Burg Turn                                            |
| Burg Höflein (slowenisch: Grad Preddvor, auch: Wurzbachova graščina) | Gemeinde Preddvor (deutsch: Höflein). | 1147 erstmals erwähnt, 1947 abgerissen. |                                                      |
| Schloss Tuffstein (slowenisch: Grad Tuštanj, auch: Wurzbachova graščina) | Zgornji Tuštanj (deutsch: Obertuffstein), Gemeinde Moravče (deutsch: Moräutsch).                                                                                     | 1490 erbaut, barocker Umbau, heute Privatbesitz. | Schloss Tuffstein                                    |
| Burg Weinitz (slowenisch: Grad Vinica, auch: Wurzbachova graščina) | Vinica (deutsch: Weinitz), Gemeinde Črnomelj (deutsch: Tschernembl).                                                                                                 | Mitte des 9. Jahrhunderts erbaut, heute Restaurant. | Burg Weinitz                                         |
| Burg Obergurk auch: Obergurck, Obergurkwende (slowenisch: Grad Vrhkrka) | Vinica (deutsch: Weinitz), Gemeinde Ivančna Gorica (deutsch: Johannsbüchel)                                                                                          | Erstmals 1054 erwähnt, 1775 aufgegeben. |                                                      |
| Burg Siebenegg auch: Sibenegg, Sybenegk (slowenisch: Grad Žebnik, auch: Grad Szibnek)                                                                                                  | Njiwice (deutsch: Niwitz), Gemeinde Radeče (deutsch: Ratschach) | Erstmals 1150 erwähnt, im 16. Jahrhundert Ruine. | Valvasor: Burg Siebenegg, 1679                       |
| Schloss Weinhof auch Schloss Weinberg (slowenisch: Grad Žebnik, auch: Dvorec Bajnof)                                                                                                   | Sevno (deutsch: Weinhof), Gemeinde Novo mesto (deutsch: Rudolfswerth)                                                                                                | Erstmals 1352 erwähnt, 1942 von Partisanen zerstört. | Mauern von Schloss Weinhof                           |
| Schloss Windenberg (slowenisch: Grad Vindenberk, auch: Dvorec Brdarci) | Brdarci (deutsch: Ödengratz), Gemeinde Črnomelj (deutsch: Tschernembl)                                                                                               | Aus den Steinen eines Vorgängerbaus 1641 errichtet; 1907 abgerissen. |                                                      |
| Schloss Ödengratz, auch: Ödengradez (slowenisch: Dvorec Pusti Gradec) | Pusti Gradez (deutsch: Ödengratz), Gemeinde Črnomelj (deutsch: Tschernembl)                                                                                          | Erstmals 1579 erwähnt; im 19. Jahrhundert verlassen. | Valvasor: Schloss Ödengradez; 1679                   |
| Herrensitz Zirckna auch: Zirkna (slowenisch: Dvorec Cercno, auch: Dvorec Nacirknom) | Laze pri Gobniku (deutsch: Lassach), Gemeinde Litija (deutsch: Littai)                                                                                               | Im 17. Jahrhunderts errichtet, 1841 teilweise verbrannt, heute stark verbaut. | Valvasor: Herrensitz Zirckna                         |
| Herrensitz Dobiehof auch: Zirkna (slowenisch: Dvorec Dobje, auch: Dvorec Dobjihof) | Dobrava (deutsch: Dobiehof), Gemeinde Slovenske Konjice (deutsch: Gonobitz)                                                                                          | 1497 erstmals erwähnt, 1763 umgebaut. | Dobiehof um 1930                                     |
| Schloss Lustthal auch: Lusttal (slowenisch: Dvorec Dol) | Dol pri Ljubljani (deutsch: Lustthal in der Krain), Gemeinde Dol pri Ljubljani                                                                                       | 1540 aus den Steinen von Burg Osterberg errichtet, 1688 Umbau im Renaissance-Stil, 1944 von Partisanen niedergebrannt. | nicht zerstörte Pavillons des Schlosses Lustthal     |
| Schloss Plainburg auch: Draschkowitz (slowenisch: Dvorec Draškovec, auch: Dvorec Draskouz)                                                                                             | Mihovica (deutsch: Plainburg in der Unterkrain), Gemeinde Šentjernej (deutsch: Sankt Barthlemä)                                                                      | Erstmals 1254 erwähnt, im 17. Jahrhundert zum Schloss umgebaut, 1966 abgerissen. | Schloss Plainburg, 1966                              |
| Schloss Gritsch auch: Hof zu Gritsch (slowenisch: Dvorec Grič) | Zabrdje (deutsch: Gallenberg), Gemeinde Mirna (deutsch: Neudegg) | Erstmals 1472 erwähnt, im Zweiten Weltkrieg von Partisanen zerstört. | Valvasor: Schloss Gritsch, 1679                      |
| Schloss Grundelhof auch: Grumlof (slowenisch: Dvorec Grundelj) | Šentpavel pri Šentvidu (deutsch: Sankt Paul in der Unterkrain), Gemeinde Ivančna Gorica (deutsch: Johannsbüchel)                                                     | Erstmals 1412 erwähnt, 1690 barock umgestaltet; seit 1962 Ruine. | Schloss Grundelhof; 1928                             |
| Schloss Impelhof (slowenisch: Dvorec Impole) | Dolnje Impolje (deutsch: Unterimpelhof), Gemeinde Sevnica (deutsch: Lichtenwald)                                                                                     | Im 16. Jahrhundert erbaut, in der 2. Hälfte des 17. Jahrhunderts Ruine. | Valvasor: Schloss Impelhof; 1679                     |
| Schloss Winkel (slowenisch: Dvorec Kot) | Trstenik (deutsch: Terstenig bei Sankt Rupert), Gemeinde Šentrupert (deutsch: Sankt Ruprecht in der Krain)                                                           | 1334 erstmals erwähnt, im 17. Jahrhunderts barock umgebaut. | Valvasor: Schloss Winkel                             |
| Schloss Crassinz (slowenisch: Dvorec Krasinec) | Krasinek (deutsch: Krassinz), Gemeinde Metlika (deutsch: Möttling)                                                                                                   | 1666 erbaut, 1899 vollständig abgebrannt. | Schloss Crassinz, 1689                               |
| Schloss Schönaich auch: Schöneich (slowenisch: Dvorec Lepi Dob, auch: Lepi Dub) | Jelovec (deutsch: Jellowetz bei Lichtenwald), Gemeinde Sevnica (deutsch: Lichtenwald)                                                                                | Im 17. Jahrhundert auf den Ruinen des Aichelburger Turms errichtet. 1943 von Partisanen zerstört. | Valvasor: Schloss Schönaich; 1679                    |
| Schloss Gayerau auch: Geierau (slowenisch: Dvorec Lisičje) | Lanišče (deutsch: Leindorf in der Krain), Gemeinde Škofljica (deutsch: Frauenberg bei Laibach)                                                                       | Erbaut in der ersten Hälfte des 16. Jahrhunderts; heute Museum | Valvasor: Schloss Gayerau; 1679                      |
| Schloss Hochstrass auch: Wolfstrass (slowenisch: Dvorec Ostraž) | Cerov Log (deutsch: Hochstrass), Gemeinde Šentjernej (deutsch: Sankt Barthlemä)                                                                                      | 1392 erstmals erwähnt, 1686 barock umgebaut, Mitte des 18. Jahrhunderts aufgegeben. | Valvasor: Schloss Hochstrass; 1679                   |
| Schloss Poganitz (slowenisch: Grad Pogance) | Gemeinde Novo mesto (deutsch: Rudolfswerth) | 1472 erbaut, um 1670 mit den Steinen der Burg Maichau vergrößert. Von Partisanen 1943 zerstört. | Schloss Poganitz um 1930                             |
| Schloss Ruprechtshof, auch: Rupertshof (slowenisch: Dvorec Ruperčvrh) | Stranska (deutsch: Seitendorf bei Neustädtl), Gemeinde Novo mesto (deutsch: Rudolfswerth)                                                                            | 1661 erbaut, von Partisanen am 6. April 1943 zerstört. | Valvasor: Schloss Ruprechtshof; 1679                 |
| Schloss Sella (slowenisch: Dvorec Selo, auch: Dvorec Sela, Desselbrunnerjev dvorec) | Stadtbezirk Moste (deutsch: Brücken), Gemeinde Ljubljana (deutsch: Laibach)                                                                                          | 1762 erbaut, heute in Staatsbesitz. | Schloss Sella                                        |
| Schloss Schmuck auch: Burg Smuck (slowenisch: Dvorec Smuk) | Gemeinde Semič (deutsch: Semitsch) | Um 1550 mit den Steinen von Burg Siemitsch erbaut; 1902 eingestürzt. | Valvasor: Schloss Schmuck; 1679                      |
| Burg Semitsch auch: Burg Siemitsch (slowenisch: Grad Semič) | Gemeinde Semič (deutsch: Semitsch) | Anfang des 12. Jahrhunderts erbaut, 1547 von den Türken zerstört. Mit den Steinen wurde Schloss Schmuck errichtet. | Ruinen der Burg Siemitsch.                           |
| Schloss Strascha auch: Straschahof (slowenisch: Dvorec Straza) | Cerina (deutsch: Zerina), Gemeinde Brežice (deutsch: Rann) | 1249 erstmals erwähnt. | Schloss Strascha; 2011                               |
| Burg Schütt auch: Schüttelhof, Schutt, Schut (slowenisch: Dvorec Šuta) | Strelac (deutsch: Schützendorf), Gemeinde Šmarješke Toplice (deutsch: Töplitz)                                                                                       | 1406 erstmals erwähnt, im Zweiten Weltkrieg von Partisanen niedergebrannt. | Valvasor: Burg Schütt; 1679                          |
| Schloss Ruckenstein auch: Rukenstein, Tarischenhof (slowenisch: Dvorec Teriška vas) | Radna (deutsch: Ruckenstein), Gemeinde Sevnica (deutsch: Lichtenwald)                                                                                                | 1696 erbaut, heute Staatsbesitz | Schloss Ruckenstein; 2012                            |
| Schloss Ochsenhof auch: Wollautsche (slowenisch: Dvorec Volavče) | Gorenje Mokro Polje (deutsch: Obernassenfeld), Gemeinde Šentjernej (deutsch: Sankt Barthlemä)                                                                        | Erbaut Mitte des 17. Jahrhunderts, im Zweiten Weltkrieg teilweise zerstört. | Valvasor: Schloss Ochsenhof                          |
| Schloss Freihof auch: Freyhof, Turn Freihof (slowenisch: Dvorec Vrhovo, Dvorec Berhov, Turn)                                                                                           | Hrastje (deutsch: Eichen bei St. Barthelmä), Gemeinde Šentjernej (deutsch: Sankt Barthlemä)                                                                          | Erbaut Mitte des 14. Jahrhunderts, 1942 von Partisanen teilweise zerstört. | Valvasor: Schloss Freihof; 1679                      |
| Burg Breitenau auch: Turn Breitenau (slowenisch: Grad Zalog) | Zalog (deutsch: Weichselburg), Gemeinde Straža (deutsch: Wardenegg)                                                                                                  | 1351 erstmals erwähnt, im 16. Jahrhundert barock umgebaut 1942 von Partisanen niedergebrannt. | Burg Breitenau; 1930                                 |
| Schloss Sawerch auch: Haus Sparer (slowenisch: Dvorec Zavrh) | Spodnja Slivnica (deutsch: Unterschleinitz), Gemeinde Grosuplje (deutsch: Großlupp)                                                                                  | Im frühen 17. Jahrhundert erbaut, 1944 von Partisanen niedergebrannt. | Valvasor: Schloss Sawerch; 1679                      |
| Schloss Güschd (auch: Haus Sdusch, slowenisch: Graščina Zduša, Reboljeva Graščina oder Dvorec Zgoša)                                                                                   | Zduša (deutsch: Güschd), Gemeinde Kamnik (deutsch: Stein in der Oberkrain)                                                                                           | 1454 erstmals erwähnt, im 18. Jahrhundert barock umgebaut; vermutlich 1922 abgebrannt. | Valvasor: Schloss Güschd; 1679                       |
| Abondijev Dvorec, auch Wundischhof | Im Bereich von Ljubljana | Burgstall |                                                      |
| Adelbüchel | | Keine weiteren Daten bekannt |                                                      |
| Adlershofen | bei Postojna | |                                                      |
| Altenhof | | Keine weiteren Daten bekannt |                                                      |
| An der Auen | bei Sostro (deutsch: Osterberg); Stadtteil von Ljubljana (deutsch: Laibach)                                                                                          | Keine weiteren Daten bekannt |                                                      |
| Babno polje | (deutsch: Neubabenfeld); Gemeinde Loška Dolina (deutsch: Laasthal)                                                                                                   | |                                                      |
| Belaj | Waxenstein | |                                                      |
| Bela peč | Weißenfels bei Kranjska gora (deutsch: Kronau) | |                                                      |
| Češnjice | Kerschstetten | |                                                      |
| Črni potok | Schwarzenbach | |                                                      |
| Dermitschhof (Törmetsch, heute: Schloss Lambergh, slowenisch: Grad Drnča) (Lage: 46° 21′ 59″ N, 14° 12′ 11″ O)                                                                         | Zgoša (deutsch: Güsch), Ortsteil der Gemeinde Radovljica (deutsch: Radmannsdorf)                                                                                     | Kompakter Schlossbau mit zwei kleinen eingebauten Ecktürmen, zwischen 1505 und 1576 entstanden, südöstlich des Ortes, östlich daneben heute das Schlosshotel Lambergh, das ursprüngliche Schloss als Luxusherberge. |                                                      |
| Schloss Egkh bei Putpetsch (auch: Ekk, Egkh, Eck, Schloss Egg bei Wolfsbüchel, slowenisch: Grad Brdo pri Lukovici) (Lage: 46° 10′ 8″ N, 14° 41′ 2″ O)                                  | Brdo pri Lukovici (Egg bei Wolfsbüchel), Ortsteil von Lukovica (Wolfsbüchel)                                                                                         | Schloss von 1552 der Krainer Adelsfamilie Lamberg, 1943 niedergebrannt, nicht wieder aufgebaut; Schlossruine. | Mehr Bilder                                          |
| Schloss Ehrenau (slowenisch: Ajmanov grad) (Lage:46° 11′ 17″ N, 14° 19′ 37″ O) | Sveti Duh (deutsch: Heiligengeist), Ortsteil der Stadt Škofja Loka (deutsch: Bischofslack)                                                                           | | Mehr Bilder                                          |
| Burg Friedrichstein (slowenisch: Grad Fridrihštajn) (Lage:45° 36′ 42″ N, 14° 51′ 37″ O)                                                                                                | Berg Stim im Gebiet Kočevje (Gottscheer Land) | Burgruine des ersten Viertels des 15. Jahrhunderts; in Konservierung | Mehr Bilder                                          |
| Burg Gerlachstein (auch: Gerlochstein, Gerlochstyn, slowenisch: Grad Kolovec) (Lage: 46° 22′ 37″ N, 14° 12′ 4″ O)                                                                      | Gemeinde Domžale (deutsch: Domschale, älter auch Domseldorf), Ortschaft Kolovec (Gerlachstein) im Oberkrain                                                          | Burg vermutlich im 12. Jahrhundert errichtet, erstmals urkundlich erwähnt 1282, Erbauerfamilie Gerlochstein Ende des 14. Jahrhunderts ausgestorben. Erben waren wohl Verwandte derer von Hopfenbach, die die ruinöse Burg wohl wieder aufbauten und Ende des 15. Jahrhunderts mit der Adelsfamilie Hohenwart tauschten. Nach einem Brand 1560 aufgegeben und verfallen. Heute nur noch geringe Mauerreste existent.                                                                       | Mehr Bilder                                          |
| Herrenhaus Gerlachstein (auch: Gerlochstein, Gerlochstyn, slowenisch: Grad Kolovec) (Lage: 46° 22′ 37″ N, 14° 12′ 4″ O)                                                                | Gemeinde Domžale (deutsch: Domschale, älter auch Domseldorf), Ortschaft Kolovec (Gerlachstein) im Oberkrain                                                          | Nach der Aufgabe der Burg Gerlachstein oberhalb des Ortes um 1560 durch die Hohenwarts neu errichtetes Herrenhaus (Schloss) unterhalb der Burg, das dann wiederum ebenfalls 1945 zerstört wurde und heute modern überbaut ist. Reste der Kapelle stehen noch. | Mehr Bilder                                          |
| Schloss Gottschee (slowenisch: Grad Kočevje) (Lage: 45° 38′ 18″ N, 14° 51′ 36″ O) | Gemeinde Kočevje (deutsch: Gottschee) | Erbaut 1650; im Zweiten Weltkrieg von den Alliierten bombardiert und zerstört. Heute überbaut. | Mehr Bilder                                          |
| Burgruine Gallenberg (slowenisch: Gamberk) (Lage:46° 9′ 44″ N, 14° 58′ 3″ O) | Ortschaft Ržiše (deutsch: Arschische) der Gemeinde Zagorje ob Savi (deutsch: Seger an der Sau)                                                                       | Burgruine einer Höhenburg des frühen 13. Jahrhunderts der bayerischen Adelsfamilie Gall und als eines ihrer zwei Stammschlösser angesehen. Spätestens ab 1600 mit anderem Besitzerwerb im Murtal zerfallen. | Mehr Bilder                                          |
| Burg Görtschach (auch: Burg Gorizach, slowenisch: Grad Goričane) (Lage: 46° 8′ 24″ N, 14° 23′ 39″ O)                                                                                   | Gemeinde Medvode (deutsch: Zwischenwässern), Ortschaft Goričane (deutsch: Görtschach (in der Oberkrain))                                                             | Die Burg wurde angeblich 928 erbaut, 1511 durch Krain-Erdbeben schwer beschädigt und brannte wegen Blitzschlag 1613 ab. Aus den Resten entstand das Schloss Görtschach. | Mehr Bilder                                          |
| Schloss Görtschach (slowenisch: Dvorec Goričane) (Lage: 46° 8′ 27″ N, 14° 23′ 49″ O)                                                                                                   | Gemeinde Medvode (deutsch: Zwischenwässern), Ortschaft Goričane (deutsch: Görtschach (in der Oberkrain))                                                             | Barockschloss, errichtet 1631 bis 1634. Heute Kirchenbesitz. | Mehr Bilder                                          |
| Schloss Graben (Lage:45° 48′ 59″ N, 15° 10′ 56″ O) | Novo mesto (dt.: Rudolfswerth), 2 km nordöstlich der Stadt am rechten Ufer der Krka                                                                                  | Ehemalige Turmburg oder Festes Haus, in der Neuzeit zu einem Schlossgebäude umgebaut. Erhalten. | Mehr Bilder                                          |
| Schloss Gradetz (auch: Gräcz, Gratez oder Gradëcz) (slowenisch: Grad Gradac) (Lage:45° 36′ 49″ N, 15° 14′ 37″ O)                                                                       | Gradac (deutsch: Vorschloss, auch Gradez), Ortschaft der Gemeinde Metlika (Möttling)                                                                                 | Ehemalige Burg, später als befestigtes Schloss ausgebaut, erhalten. | Mehr Bilder                                          |
| Burg Grailach (slowenisch: Grad Škrljevo) (Lage:45° 58′ 40″ N, 15° 4′ 32″ O) | Dorf Škrljevo (deutsch: Grailach) der Gemeinde Šentrupert (deutsch: St. Ruprecht)                                                                                    | | Mehr Bilder                                          |
| Burg Gretzerthurn (Burg Gracarjev, Faistenberg/Feistenberg oder Gracariouturn) (Lage: 45° 48′ 58″ N, 15° 17′ 48″ O)                                                                    | Hrastje (deutsch: Eichen bei St. Barthelmä), Gemeinde Šentjernej (deutsch: Sankt Barthelmä)                                                                          | Größere Burganlage des 14. Jahrhunderts, sanierungsbedürftig, durch mehrere aneinandergesetzte (Eck-)Türme bzw. Feste Häuser gekennzeichnet. | Mehr Bilder                                          |
| Grimschitzhof (auch Grimschizhoff, slowenisch: Grimšče oder auch Grimščice) (Lage: 46° 22′ 46″ N, 14° 5′ 26″ O)                                                                        | Grimšče (deutsch: Grimschitz), zu Bled (deutsch: Veldes) | Schloss (Herrenhaus eines Rittergutes) mit Wachturm. |                                                      |
| Groblje | Ebensfeld | |                                                      |
| Burg Haasberg (auch: Burg Hazberch, Burg Unec, castrum Moevntz, slowenisch: Grad Hošperk oder Hašperg) (Lage: 45° 49′ 31″ N, 14° 16′ 26″ O)                                            | Gemeinde Postojna (deutsch: Adelsberg), Ortschaft Planina (deutsch: Alben bei Fulm)                                                                                  | Erste Erwähnung 1295 als Burg Unec (castrum Moevntz); vielfacher Besitzerwechsel, 1435 bei den Grafen von Cilli, 1456 an die Habsburger, 1511 beim Erdbeben schwer beschädigt, nach 1577 nicht mehr erwähnt | Mehr Bilder                                          |
| Schloss Haasberg (auch: Schloss Hazberch, Schloss Planina, slowenisch: Grad Hošperk, Hašperg, Dvorec Planina) (Lage: 45° 49′ 41″ N, 14° 15′ 54″ O)                                     | Gemeinde Postojna (deutsch: Adelsberg), Ortschaft Planina (deutsch: Alben bei Fulm)                                                                                  | 1614 als Barockschloss durch die Eggenbergs erbaut, war 2 Mal im Besitz der von Windisch-Graetz, 1944 von Partisanen niedergebrannt. Ausgebrannte Ruine, Reste des vorgelagerten Schlossparks erhalten. | Mehr Bilder                                          |
| Burg Hopfenbach (slowenisch: Grad Hmeljnik) (Lage: 45° 51′ 46″ N, 15° 9′ 10″ O) | Gorenje Kamenje (deutsch: Obersteinberg in der Unterkrain), bei Novo mesto (deutsch: Rudolfswerth)                                                                   | Höhenburg Hopfenbach (Hmeljnik) in Krain westlich Rudolfswerth. 1223 von 2 Brüdern derer von Hopfenbach bewohnt, später im Besitz der Herren von Auersperg, vor dem Zweiten Weltkrieg im Besitz des Barons Wambolt von Umstadt, im Krieg zerstört, wieder aufgebaut. | Mehr Bilder                                          |
| Rittergut Hotemesch (slowenisch Dvorec Hotemež) (Lage: 46° 3′ 16″ N, 15° 11′ 37″ O) | Stadtteil Hotemež (deutsch: Hottemesch) der Kleinstadt Radeče (deutsch: Ratschach) in der Unterkrain                                                                 | Ort 1444 erstmals erwähnt, Herrenhaus aus Mitte des 16. Jahrhunderts im Besitz der Lamberger, Schlossähnliches Herrenhaus; erhalten – heute Wohnhaus | Mehr Bilder                                          |
| Hrib – Obergörtschach | | |                                                      |
| Burg Gutenberg (auch: Gutenberg oder Alt-Gutenberg, slowenisch: Hudi Grad, Gutenberk) (Lage: 46° 21′ 43″ N, 14° 17′ 19″ O)                                                             | Ortschaft Bistrica pri Tržiču (Feistritz bei Neumarktl) in der Gemeinde Tržič (Neumarktl)                                                                            | Burgruine aus der Mitte des 12. Jahrhunderts, 1511 bei Erdbeben zerstört. | Mehr Bilder                                          |
| Jablanica – Jablanitz | | |                                                      |
| Jama pri Postojni – Luegg | | |                                                      |
| Schloss Jama (auch Schloss Iama oder Jamma bzw. Schloss Luckmann, slowenisch: Grad Jama) (Lage: 46° 4′ 3″ N, 14° 29′ 14″ O)                                                            | Ljubljana-Šiška | Schlossartiges Herrenhaus mit Garten, Umwehrung und Torhaus sowie Ökonomiegebäuden; abgerissen und mit Klinik überbaut. | Mehr Bilder                                          |
| Kacenberk – Katzenberg | | |                                                      |
| Schloss Kaltenbrunn (slowenisch: Grad Fužine) (Lage: 46° 3′ 4″ N, 14° 33′ 50″ O) | Ljubljana, Stadtbezirk Moste, Fužine (deutsch: Kaltenbrunn) | Renaissance-Schloss aus der Mitte des 16. Jahrhunderts (1528–1557) an der Ljubljanica, 1990–1993 renoviert, beherbergt heute das Museum für Architektur und Design Ljubljana, Kulturdenkmal. | Mehr Bilder                                          |
| Burg Katzenstein (slowenisch Grad Kamen, auch: Burg Stain) (Lage: 46° 22′ 56″ N, 14° 13′ 2″ O)                                                                                         | Begunje na Gorenjskem (deutsch: Vigaun) der Gemeinde Radovljica (deutsch: Radmannsdorf)                                                                              | Größere Burg des 13. Jahrhunderts einer zwischen 2 Felsentürmen errichteten Burganlage, Ruine erhalten, restauriert. | Mehr Bilder                                          |
| Schloss Katzenstein (slowenisch: Grad Kacenštajn) (Lage: 46° 22′ 37″ N, 14° 12′ 4″ O)                                                                                                  | Begunje na Gorenjskem (deutsch: Vigaun) der Gemeinde Radovljica (Oberkrain)                                                                                          | Burg des 16. Jahrhunderts, später zum Schloss umgebaut, Frauengefängnis, im Zweiten Weltkrieg Gestapo-Hauptquartier der Oberkrain und berüchtigtes Gefängnis, erhalten, saniert. | Mehr Bilder                                          |
| Kočja vas – Hallerstein | | |                                                      |
| Kolovrat – Kolobrat | | |                                                      |
| Kostanjevica – Landstrass | | |                                                      |
| Kozjak pri Doberniču na Dolenjskem – Kossieck | bei Dobernič in der Unterkrain | |                                                      |
| Burg Kosiack (slowenisch: Grad Kozjašk, auch Kosjeck oder Kozjak) (Lage: 45° 53′ 35″ N, 14° 55′ 39″ O)                                                                                 | Trebnje (deutsch: Treffen), Ortsteil Dolenje Selce (deutsch: Unterselze, auch Kossieck)                                                                              | Stammburg der Kosiack, Letzter war Ludwig von Kosiack, aus dem 13. Jahrhundert, Höhenburg auf dem 456 m hohen Kozjak, nach 1475 Besitz der Sauer, 1611 an die Rauber, später Besitz der Auersperg, endgültig im 17. Jahrhundert zerfallen | Mehr Bilder                                          |
| Kozljak → Waxenstein | | |                                                      |
| Kravjek → Weineck | | |                                                      |
| Schloss Kreutz (slowenisch: Grad Križ) (Lage: 46° 12′ 10″ N, 14° 34′ 5″ O) | Gemeinde Križ (deutsch: Kreutz), zu Komenda (deutsch: Kommende Sankt Peter)                                                                                          | Schloss aus einer Höhenburg, 1946 ruinös, abgegangen – heute nur noch Mauerreste und Reste eines Bastionsturmes erhalten. | Mehr Bilder                                          |
| Krumpe – Kreutberg | | |                                                      |
| Schloss Krupa (Schloss Krupp) (Lage: 45° 37′ 54″ N, 15° 13′ 33″ O) | östlich der Ortschaft Stranska vas pri Semiču (deutsch: Seitendorf bei Semitsch) der Gemeinde Semič (deutsch: Semitsch)                                              | Abgegangen, Ruinen des Getreidespeichers erhalten. |                                                      |
| Laibacher Schloss (Schloss Laibach bzw. Ljubljanski grad) (Lage: 46° 2′ 57″ N, 14° 30′ 31″ O)                                                                                          | Ljubljana (deutsch: Laibach) | Erhalten |                                                      |
| → Schloss Leopoldsruhe (Schloss Cekin, slowenisch: Cekinov Grad) (Lage: 46° 3′ 32″ N, 14° 29′ 46″ O)                                                                                   | Ljubljana (deutsch: Laibach), Tivoli-Park | 1750 von Graf Leopold Karl Lamberg als barockes Stadtpalais erbaut, Ende des 20. Jahrhunderts umgebaut unter Verlust der barocken Innengestaltung, erhalten; beherbergt heute das Museum für neuere Geschichte Sloweniens | Mehr Bilder                                          |
| Burgruine Maichau (auch: Burg Maichgau, slowenisch: Grad Mehovo) (Lage: 45° 44′ 17″ N, 15° 12′ 14″ O)                                                                                  | nördlich der Ortschaft Podgrad (deutsch: Fiesberg bei Neustädtel) der Stadt Novo mesto (deutsch: Neustädtel)                                                         | Burgruine | Mehr Bilder                                          |
| Schloss Neuhaus (slowenisch: Grad Tržič) (Lage: 46° 21′ 53″ N, 14° 18′ 37″ O) | Gemeinde Tržič (deutsch: Neumarktl) | Ehemalige Burg, später zum Schloss ausgebaut; auf Hügel über der Ortschaft. | Mehr Bilder                                          |
| Schloss Mokritz (slowenisch: Grad Mokrice) (Lage: 45° 51′ 31″ N, 15° 40′ 32″ O) | Jesenice na Dolenjskem (deutsch: Jessenitz bei Rann), Gemeinde Brežice (deutsch: Rann) (Grenzgebiet zw. Untersteiermark, Unterkrain und Kroatien, nahe dem Savetal). | Aus Burg hervorgegangenes Schloss, im Renaissance-Stil umgebaut. | Mehr Bilder                                          |
| Wasserburg Otočec (auch: Burg Wördl, slowenisch: Grad Otočec) (Lage: 45° 50′ 17″ N, 15° 14′ 5″ O)                                                                                      | Otočec (deutsch: Sankt Peter bei Neustädtel), Stadtgemeinde Novo mesto (deutsch: Neustädtel)                                                                         | Wasserburg aus der Mitte des 13. Jahrhunderts auf einer Flussinsel der Krainer Gurk, zum Wasserschloss ausgebaut. | Mehr Bilder                                          |
| Burgruine Pobrežje (auch: Burg Freienthurn) (Lage: 45° 31′ 51″ N, 15° 18′ 47″ O) | Ortschaft Pobrežje (deutsch: Burgstall) der Stadt Črnomelj (deutsch: Tschernembl) in der Region Bela krajina (der weißen Krain) (AS 206 B3)                          | | Mehr Bilder                                          |
| Höhlenburg Predjama (auch: Burg Lueg oder Luegg) (Lage: 45° 48′ 57″ N, 14° 7′ 37″ O)                                                                                                   | Predjama bei Postojna (Adelsberg) | Ruine einer Höhlenburg |                                                      |
| Burg Arch (slowenisch: Grad Arch, Grad Raka) (Lage: 45° 55′ 40″ N, 15° 23′ 8″ O) | Ortsteil Raka (deutsch: Archsburg) der Gemeinde Krško (deutsch: Gurkfeld)                                                                                            | 1266 erstmals erwähnt; 1784 umgebaut. Im Mai 1945 von Partisanen schwer beschädigt, heute renoviert. |                                                      |
| Schloss Reutenberg auch: Reitenburg (slowenisch: Dvorec Čretež) | Dolenje Laknice (deutsch: Unterlaknitz), Gemeinde Mokronog-Trebelno (deutsch: Nassenfuß)                                                                             | Aus den Trümmern der Burg Reutenberg 1771 errichtet, heute Ruine. | Schlossruine Reutenberg                              |
| Turn Reutenberg auch: Burg Alt-Reitenberg (slowenisch: Grad Zgornji Čretež) | Dolenje Laknice (deutsch: Unterlaknitz), Gemeinde Mokronog-Trebelno (deutsch: Nassenfuß)                                                                             | Burgruine aus der Mitte des 12. Jahrhunderts. | Turn Reutenberg                                      |
| Burg Zobelsberg auch: Burg Alt-Reitenberg (slowenisch: Grad Čušperk) | Čušperk (deutsch: Zobelsberg), Gemeinde Grosuplje (deutsch: Großlupp)                                                                                                | 1160 errichtet, am 18. Dezember 1943 von slowenischen Partisanen zerstört. | Burgruine Zobelsberg                                 |
| Schloss Zobelsberg auch: Schloss Neu-Reitenberg (slowenisch: Dvorec Čušperk, auch Dvorec Cobelsperk)                                                                                   | Čušperk (deutsch: Zobelsberg), Gemeinde Grosuplje (deutsch: Großlupp)                                                                                                | Im 17. Jahrhundert erbaut, am 18. Dezember 1943 von slowenischen Partisanen zerstört. | Valvasor: Schloss Zobelsberg, 1679                   |
| Burg Obernassenfuß (slowenisch: Grad Gorenji Mokronog) | Gemeinde Mokronog-Trebelno (deutsch: Nassenfuß) | 1137 das erste Mal erwähnt, 1943 von jugoslawischen Partisanen zerstört. | Ruinen von Obernassenfuß                             |
| Burg Feistenberg auch: Faistenberg, Gretzerthurn, Burg Grätz, Gräzer Thurn (slowenisch: Gracarjev Turn)                                                                                | Hrastje (deutsch: Eichen bei St. Barthelmä), Gemeinde Šentjernej (deutsch: Sankt Barthelmä)                                                                          | Burg aus dem 14. Jahrhundert; im Zweiten Weltkrieg von Partisanen niedergebrannt; heute renoviert. | Burg Feistenberg                                     |
| Schloss Steinbüchel (slowenisch: Grad Zaprice, Zaperce) | Gemeinde Kamnik (deutsch: Stein in der Oberkrain) | Erste Erwähnung 1306; im 17. Jahrhundert als Barockschloss umgebaut, heute Museum. | Schloss Steinbüchel                                  |
| Burg Habach auch: Sonneck (slowenisch: Grad Jable, auch: Shunek) | Loka pri Mengšu (deutsch: Laak bei Mannsburg) Gemeinde Mengeš (deutsch: Mannsburg)                                                                                   | Erbaut im 14. Jahrhundert; um 1530 im Renaissance-Stil umgebaut. | Burg Habach                                          |
| Schloss Kieselstein (slowenisch: Grad Kieselstein bzw. Grad Khislstein) (Lage: 46° 14′ 19″ N, 14° 21′ 16″ O)                                                                           | Gemeinde Kranj (deutsch: Krainburg) | 1256 erbaut; Mitte des 16. Jahrhunderts in ein Schloss umgebaut. | Mehr Bilder                                          |
| Burg Klingenfels (slowenisch: Grad Klevevž) | Grič pri Klevevžu (deutsch: Grietsch bei Klingenfels), Gemeinde Šmarješke Toplice (deutsch: Töplitz)                                                                 | Erbaut 1265; 1942 von Partisanen niedergebrannt. Nur wenige Mauern erhalten. | Burg Klingenfels                                     |
| Schloss Kreutzhof (später: Schloss Gallenfels, slowenisch: Grad Kreutzer, Grad Glavnik bzw. Dvorec Golnik) (Lage: 46° 19′ 44″ N, 14° 19′ 58″ O)                                        | Ort Golnik, Gemeinde Kranj (deutsch: Krainburg) | Im 16. Jahrhundert als Herrensitz des Jörg Kreutzer erbaut, im 17. Jahrhundert an die Gallenfels gegangen, im Ersten Weltkrieg als Lazarett für Soldaten der Isonzo-Front genutzt, danach als Sanatorium für Lungenkrankheiten um- und ausgebaut. Vorm Ursprungsgebäude nichts sichtbar erhalten. | Mehr Bilder                                          |
| Burg Grafenweg auch: Burg Grauenweg (slowenisch: Grad Knežija, auch Grad Knežjiput) | Grič pri Klevevžu (deutsch: Grietsch bei Klingenfels), Gemeinde Litija (deutsch: Littai)                                                                             | Erbaut Anfang des 13. Jahrhunderts; zu Beginn des 18. Jahrhunderts aufgegeben. | Valvasor – Burg Grafenweg                            |
| Schloss Thurn an der Laibach (slowenisch: Grad Kodeljevo, auch Turn ob Ljubljanici, Dvorec Kodeljevo)                                                                                  | Stadtgemeinde Ljubljana (deutsch: Laibach) | Erbaut 1640; heute Teil der Universität. | Schloss Thurn an der Laibach                         |
| Burg Rabensberg (slowenisch: Grad Koprivnik, auch: Grad Rabensberk) | Sveta Trojica (deutsch: Heiligendreifaltigkeit in der Oberkrain), Gemeinde Domžale (deutsch: Dommelsdorf)                                                            | Um 1200 erbaut, wurde die Burg Ende des 15. Jahrhunderts verlassen |                                                      |
| → Burg Grafenwarth (auch: Schloss Grauenwarth, slowenisch: Grad Kostel) (Lage: 45° 30′ 31″ N, 14° 54′ 37″ O)                                                                           | Gemeinde Kostel (deutsch: Grafenwarth in der Unterkrain) | 1336 erstmals erwähnt, heute in städtischen Besitz | Mehr Bilder                                          |
| Burg Kreutberg auch: Thurn Kreutberg (slowenisch: Grad Krumperk) | Gorjuša (deutsch: Gorjuschach), Gemeinde Domžale (deutsch: Dommelsdorf)                                                                                              | Errichtet Ende des 13. Jahrhunderts. | Burg Kreutberg                                       |
| Burg Wolfsberg auch: Wolffsperg (slowenisch: Grad Kovačji, auch Vučji Grad) | Kovačji Grad (deutsch: Wolfsberg), Gemeinde Črnomelj (deutsch: Tschernembl)                                                                                          | Mittelalterliche Burg, durch Erdbeben im 16. Jahrhundert zerstört. | Mauerrest der Burg Wolfsberg                         |
| Schloss Gurkfeld auch: Drakenburg, Burg Drachenberg (slowenisch: Grad Krško) | Gemeinde Krško (deutsch: Gurkfeld) | Erbaut kurz nach 1100, ab dem 18. Jahrhundert verfallen. | Valvasor: Schloss Gurkfeld 1689                      |
| Burg Kuntschen (slowenisch: Grad Kunčen) | Kunč (deutsch: Kuntschen), Gemeinde Dolenjske Toplice (deutsch: Töplitz)                                                                                             | Mittelalterliche Burg, später verfallen. | Ruinen der Burg Kuntschen um 1900                    |
| Burg Landspreis (slowenisch: Grad Lanšprež (stari grad), auch: Dvorec Lanšprež) | Gomila (deutsch: Untererkenstein), Gemeinde Mirna (deutsch: Neudeck in der Unterkrain)                                                                               | Erbaut Mitte des 13. Jahrhunderts; 1572 verlassen und die Steine teilweise für Schloss Landspreis verwendet. | Rekonstruktion der Burg Landpreis im 15. Jahrhundert |
| Schloss Landspreis (slowenisch: Grad Lanšprež (novi grad)) | Gradišče (deutsch: Slattenegg in der Unterkrain), Gemeinde Mirna (deutsch: Neudeck in der Unterkrain)                                                                | 1580 erbaut aus den Steinen der Burg Landspreis. 1942 von Partisanen niedergebrannt, 1954 abgerissen. | Valvasor: Schloss Landspreis; 1679                   |
| Schloss Slatenegg auch: Slateneck (slowenisch: Grad Slatna, auch: Dvorec Slatna) | Slatna (deutsch: Slatenegg bei Sankt Martin), Gemeinde Šmartno pri Litiji (deutsch: Sankt Martin bei Littai)                                                         | Erstmals im 14. Jahrhundert erwähnt; Anfang des 17. Jahrhunderts barock umgebaut. 1945 zerstört. | Schloss Slateneck um 1930                            |
| Burg Liebegg auch: Burg Liebeck (slowenisch: Grad Lebek, auch: Grad Ljubeck) | Potok pri Vače (deutsch: Bach bei Watsch), Gemeinde Litija (deutsch: Littai)                                                                                         | Erbaut in der ersten Hälfte des 11. Jahrhunderts, im 18. Jahrhundert aufgegeben. | Valvasor: Burg Liebegg 1679                          |
| Burg Lichtenberg auch: Burg Liechtenberg, Burg Lichtenberg bei St. Martin (slowenisch: Grad Lihtenberk)                                                                                | Dvor (deutsch: Johannisthal in der Unterkrain), Gemeinde Šmartno pri Litiji (deutsch: Sankt Martin bei Littai)                                                       | Erstmals 1223 erwähnt, 1511 bei Erdbeben schwer beschädigt; im 15. Jahrhundert aufgegeben. | Valvasor: Burg Lichtenberg 1679                      |
| Schloss Lichtenegg auch: Liechteneck, Schloss Kerschstetten (slowenisch: Gradič Češnjice)                                                                                              | Češnjice pri Moravčah (deutsch: Lichteneck, auch: Kerschdorf), Gemeinde Moravče (deutsch: Moräutsch)                                                                 | Erstmals 1400 erwähnt, im Mai 1943 von Partisanen zerstört. | Valvasor – Schloss Lichtenegg; 1679                  |
| Burg Waldenberg auch: Burg Liechtenberg, Burg Lichtenberg bei St. Martin (slowenisch: Lipniški Grad, auch Pusti Grad nad Lipnico)                                                      | Lipnica (deutsch: Kleinsaifnitz), Gemeinde Radovljica (deutsch: Radmannsdorf)                                                                                        | Erstmals 1263 erwähnt, im 16. Jahrhundert abgebrannt und aufgegeben. | Burgruine Waldenberg                                 |
| Schloss Laas auch: Burg Los, Louse, Lose, Lösch. (slowenisch: Grad Lož, auch Pusti Grad)                                                                                               | Lož (deutsch: Laas bei Fulm), Gemeinde Loška Dolina (deutsch: Laasthal)                                                                                              | Erbaut Mitte des 12. Jahrhunderts; 1635 aufgegeben. | Burgruine Laas                                       |
| Burg Luegg auch: Burg Los, Louse, Lose, Lösch (slowenisch: Grad Luknja, auch Pusti Grad)                                                                                               | Prečna (deutsch: Pretschna), Gemeinde Novo mesto (deutsch: Rudolfswerth)                                                                                             | Erbaut Anfang des 13. Jahrhunderts; 1912 zerstört. | Burgruine Luegg                                      |
| Schloss Kleinlack auch: Klein Lak, Klein Laak. (slowenisch: Dvorec Mala Loka) | Mala Loka (deutsch: Kleinlack), Gemeinde Trebnje (deutsch: Treffen in der Krain)                                                                                     | Erbaut Mitte des 15. Jahrhunderts. | Schloss Kleinlack                                    |
| Burg Kleinfeste (auch: Kleinveste, Untere Burg, slowenisch: Mali Grad oder Spodnji Grad) (Lage: 46° 13′ 28″ N, 14° 36′ 41″ O)                                                          | Gemeinde Kamnik (deutsch: Stein in der Oberkrain) | Erbaut im 12. Jahrhundert, heute Museum. | Mehr Bilder                                          |
| Burg Kleinheisl auch: Klainheisl, Kleinhäusl (slowenisch: Mali Grad) | Planina (deutsch: Alben bei Fulm), Gemeinde Postojna (deutsch: Adelsberg)                                                                                            | Erstmals 1444 erwähnt, heute ist nur noch der Bergfried erhalten. | Turm Kleinheisl                                      |
| Schloss Gallenegg (slowenisch: Medijski Grad, auch: Grad Medija) | Podlipovica (deutsch: Gallenegg), Gemeinde Zagorje ob Savi (deutsch: Seger an der Sau)                                                                               | Spätmittelalterliche Burg, im Zweiten Weltkrieg von Partisanen zerstört. | Gallenegg Anfang des 20. Jahrhunderts                |
| Schloss Möttling (slowenisch: Grad Metlika, auch: Metliški Grad) | Gemeinde Metlika (deutsch: Möttling) | Erstmals 1456 erwähnt, heute Museum. | Schloss Möttling                                     |
| Burg Miltenberg (slowenisch: Grad Miltenberk) | bei Stan (deutsch: Stein), Gemeinde Mirna (deutsch: Neudegg). | Erstmals erwähnt 1442, heutige genaue Lage unbekannt. |                                                      |
| Burg Neudegg (Burg Winckel) (auch: Neudeck, slowenisch: Grad Mirna) (Lage: 45° 57′ 30″ N, 15° 3′ 13″ O)                                                                                | Gemeinde Mirna (deutsch: Neudegg) | Höhenburg: erbaut Ende des 11. Jahrhunderts, 1942 von Partisanen niedergebrannt, 1965 renoviert. Rechteckiger Palas mit Kastellumwehrung und Wehrgebäuden bzw. -türmen in der Burgmauer. Erhaltene kleine Vorburg auf halber Höhe über Mirna. | Mehr Bilder                                          |
| Burg Neu-Gutenberg (Burg Gutenberg, selten Burg Dobrisch, slowenisch: Grad Novi Gutenberg, Grad Glanz bzw. Grad Klanz) (Lage: 46° 22′ 16″ N, 14° 13′ 22″ O)                            | Gemeinde Radovljica (deutsch: Radmannsdorf), Ortschaft Slatna (dt. Dobrisch)                                                                                         | Ruine einer Höhenburg nördlich von Slatna. Gründung unklar, wohl im 14. Jahrhundert, 1511 bei Krain-Erdbeben verwüstet, 1530 bis 1551 wiederaufgebaut, ab 1558 als Neu-Gutenberg bezeichnet. um 1900 noch nahezu komplette Ringmauer; heute nur Reste. Bergfried und mindestens 3 weitere Gebäude (Gewölbereste) nachgewiesen. Infotafeln vor Ort. | Mehr Bilder                                          |
| Burg Nassenfuß (auch: Burg Neudeck, slowenisch: Grad Mokronog) (Lage: 45° 56′ 31″ N, 15° 8′ 44″ O)                                                                                     | Gemeinde Mokronog-Trebelno (deutsch: Nassenfuß-Treffeln), Ortschaft Mokronog (deutsch: Nassenfuß)                                                                    | Erbaut Anfang des 13. Jahrhunderts, 1943 von Partisanen niedergebrannt, 1945 vollständig zerstört. | Mehr Bilder                                          |
| Burg Obermottnig auch: Obermöttnick, Obermöttnigg (slowenisch: Grad Motnik) | Motnik, Gemeinde Kamnik (deutsch: Möttnig). | Erstmals 1340 erwähnt, Ende des 18. Jahrhunderts aufgegeben, am 10. September 1943 von Partisanen zerstört. Heute nur noch wenige Reste. | Valvasor: Burg Obermöttnig 1679                      |
| Burg Oberstein (auch: Oberstain, slowenisch: Stari Grad Kamnik bzw. Zgornji Grad) (Lage: 46° 13′ 26″ N, 14° 37′ 5″ O)                                                                  | Gemeinde Kamnik (deutsch: Stein in der Oberkrain) | Erstmals im 12. Jahrhundert erwähnt; 1511 durch Blitzschlag und Erdbeben zerstört. | Mehr Bilder                                          |
| Burg Ortenegg (auch: Orttenegg, slowenisch: Ortneški Grad, Stari Grad oder Grad Ortnek) (Lage: 45° 46′ 58″ N, 14° 40′ 15″ O)                                                           | Hudi Konec (deutsch: Hudikonz oder Böskonz), Gemeinde Ribnica (deutsch: Reifnitz)                                                                                    | Ab 1161 erste Befestigung (Höhenburg) auf dem Veliki Žrnovec, 1884 aufgegeben, heute Ruine. Wenige Dutzend Meter östlich die Reste der Schlosskirche. | Mehr Bilder                                          |
| Schloss Ortenegg (auch: Unteres Schloss Ortenek, slowenisch: Spodnji Ortneški Grad oder Grad Ortnek) (Lage: 45° 47′ 23″ N, 14° 40′ 49″ O)                                              | Ortnek (deutsch: Schloss Ortenegg), Gemeinde Ribnica (deutsch: Reifnitz)                                                                                             | Vor 1884 durch die Besitzer von Burg Ortenegg als einfaches Talschloss und neuen Herrschaftssitz (eher ein Herrenhaus) gebaut. | Mehr Bilder                                          |
| Burg Osterberg (slowenisch: Grad Ostri vrh, auch: Grad Sostro, Stari Grad pri Podgradu)                                                                                                | Besnica (deutsch: Weißnitz), Gemeinde Ljubljana (deutsch: Laibach).                                                                                                  | Mitte des 12. Jahrhunderts erbaut, um 1540 aufgegeben, 1789 abgerissen, heute nur Mauerreste. Aus den Steinen wurde Schloss Lustthal errichtet. | Valvasor: Burg Osterberg, 1689                       |
| Burg Gallenstein auch: Gallenstayn (slowenisch: Grad Podpeč, auch: Grad Podpecsio) | Podpeč pod Skalo (deutsch: Gallenstein), Gemeinde Litija (deutsch: Littai).                                                                                          | Anfang des 13. Jahrhunderts erbaut, im 16. Jahrhundert von den Türken zerstört. | Valvasor: Burgruine Gallenstein 1679                 |
| Schloss Pölland auch: Pöllant (slowenisch: Grad Poljane auch Grad Polane) | Predgrad (deutsch: Vornschloß), Gemeinde Kočevje (deutsch: Gottschee)                                                                                                | Erbaut Ende des 13. Jahrhunderts, am 16. Oktober 1809 von Napoleons Soldaten zerstört. | Valvasor: Schloss Pölland 1679                       |
| Schloss Prem auch: Brem, Bremp, Bremb (slowenisch: Grad Prem, auch Dvorec Prem) | Prem (deutsch: Vornschloß), Gemeinde Ilirska Bistrica (deutsch: Illyrisch Feistritz)                                                                                 | Im 12. Jahrhundert errichtet, seit 2008 Museum. | Valvasor: Schloss Prem 1679                          |
| Schloss Preisegg auch: Preissegg, Preseck, Prisekke (slowenisch: Dvorec Prežek) | Cerev Log (deutsch: Freihof), Gemeinde Šentjernej (deutsch: Sankt Barthlemä)                                                                                         | Anfang des 15. Jahrhunderts errichtet, im Zweiten Weltkrieg von slowenischen Partisanen teilweise zerstört. | Valvasor: Schloss Preisegg                           |
| Burg Preisegg auch: Preissegg, Preseck, Prisekke (slowenisch: Grad stari Prežek) | Cerev Log (deutsch: Freihof), Gemeinde Šentjernej (deutsch: Sankt Barthlemä)                                                                                         | Mitte des 12. Jahrhunderts erbaut, 1511 durch Erdbeben zerstört. | Burghügel der Burg Preisegg                          |
| Burg Ratschach (slowenisch: Grad Radeče) | Cerev Log (deutsch: Freihof), Gemeinde Radeče (deutsch: Ratschach)                                                                                                   | Erstmals 1206 erwähnt, 1699 aufgegeben. | Ruinen der Burg Ratschach                            |
| Reitenburg (auch: Haus Reutenberch, Burg Reutenberg bzw. Veste Reutenberg, slowenisch: Grad Spodnji Čretež) (Lage: 45° 55′ 38″ N, 15° 12′ 14″ O)                                       | Dolenje Laknice (deutsch: Unterlaknitz), Gemeinde Mokronog-Trebelno (deutsch: Nassenfuß)                                                                             | Burgruine einer Turmburg/Festes Haus aus dem 12. Jahrhundert, erstmals 1354 erwähnt, 1770 durch Blitzschlag ausgebrannt. Slowenisches Kulturdenkmal: EŠD 9558 | Mehr Bilder                                          |
| Burg Ruckenstein auch: Rukenstein (slowenisch: Grad Rekštanj) | Laze pri Boštanju (deutsch: Lase bei Sauenstein), Gemeinde Sevnica (deutsch: Lichtenwald)                                                                            | Erbaut in der 1. Hälfte des 13. Jahrhunderts; Mitte des 17. Jahrhunderts aufgegeben, nur noch Ruinen vorhanden. | Valvasor: Burg Ruckenstein, 1679                     |
| Schloss Reifnitz (auch: Reiffniz, slowenisch: Grad Ribnica oder Grad Ribenca, Grad Reifniz)                                                                                            | Gemeinde Ribnica (deutsch: Reifnitz). | Mitte des 13. Jahrhunderts erbaut, 1810 klassizistisch umgebaut. Heute Museum. | Mehr Bilder                                          |
| → Schloss Roseck (auch Burg Roseckh, slowenisch: Grad Rožek) | Podturn pri Dolenjskih Toplicah (deutsch: Unterthurn), Gemeinde Dolenjske Toplice (deutsch: Töplitz).                                                                | Zu Beginn des 13. Jahrhunderts erbaut, im 19. Jahrhundert aufgegeben, nur noch Ruinen vorhanden. | Mehr Bilder                                          |
| Burg Rudolfseck (auch Burg Rosheck, slowenisch: Grad Rožek) | Moravče (deutsch: Moräutsch), Gemeinde Dolenjske Toplice (deutsch: Töplitz).                                                                                         | 1249 erstmals erwähnt, im 17. Jahrhundert eingebrochen. | Valvasor: Ruine Rudolfseck                           |
| Burg Sicherstein (slowenisch: Grad Sicherstein, auch: Grad Sicherštajn) | Drča (deutsch: Dörtscha), Gemeinde Šentjernej (deutsch: Töplitz). | In der ersten Hälfte des 13. Jahrhunderts erbaut, 1387 zerstört. Aus den Trümmern entstand das Kartäuserkloster Pleteriach. |                                                      |
| Schloss Sicherstein (slowenisch: Grad Gradec) | Drča (deutsch: Dörtscha), Gemeinde Šentjernej (deutsch: Sankt Barthelmä).                                                                                            | Im 13. Jahrhunderts erbaut; während der Türkenkriege zerstört, heute nur wenige Ruinen vorhanden. | Burghügel der Ruine Sicherstein                      |
| Burg Plintenbach (slowenisch: Grad Slepčjek, auch: Grad Slepšek) | Slepšek (deutsch: Plintenbach), Gemeinde Mokronog-Trebelno (deutsch: Nassenfuß).                                                                                     | Im 12. Jahrhunderts erbaut; im 18. Jahrhundert eine Ruine. |                                                      |
| Burg Flednigg auch: Flödnig (slowenisch: Grad Smlednik, auch: Stari Grad nad Smlednikom)                                                                                               | Slepšek (deutsch: Flödnig), Gemeinde Medvode (deutsch: Zwischenwassern).                                                                                             | 1136 erstmals erwähnt; im 17. Jahrhundert eine Ruine. | Burg Flednigg                                        |
| Burgruine Schönberg (Šumberk) (alt: Castrum Schonenberch, Schänperg, Shumberk; slowenisch: Grad Šumberk) (Lage: 45° 53′ 45″ N, 14° 53′ 19″ O)                                          | Sela pri Šumberku (deutsch Sella bei Schönberg, auch Rallechergeschiess) der Gemeinde Trebnje (deutsch: Treffen in der Krain)                                        | Burgruine aus 1. Hälfte des 12. Jahrhunderts, ab dem 18. Jahrhundert Ruine, Palas- und Bergfriedüberreste. | Mehr Bilder                                          |
| Schloss Schneeberg (Schloss Snežnik, slowenisch: Grad Snežnik) (Lage: 45° 40′ 58″ N, 14° 28′ 10″ O)                                                                                    | in Loška Dolina (deutsch: Laastal) | 1268 erstmals erwähnt, jetziger Bau von 1462 | Mehr Bilder                                          |
| Schloss Schrottenturn auch Schrottenthurn (slowenisch: Grad Šrotenturn, auch: Detelova Graščina, Šentpeterski grad, Šempetrski grad) (Lage: 46° 14′ 8″ N, 14° 20′ 21″ O)               | Gemeinde Kranj (deutsch: Krainburg), frühere Ortschaft Stražisče (deutsch: Wartenburg oder Straschische)                                                             | Erbaut 1537, heute Wohngebäude. | Mehr Bilder                                          |
| Herrensitz Seitenhof (auch: Seittenhof, slowenisch: Dvor Brinje oder Graščina Brinje) (Lage: 45° 57′ 38″ N, 14° 39′ 26″ O)                                                             | Gemeinde Grosuplje (deutsch: Großlupp) | Anfang des 16. Jahrhunderts errichtet. Schlossgleicher Herrensitz. Kulturdenkmal: EŠD 18556 | Mehr Bilder                                          |
| Schloss Sonnegg (Schloss Ig) auch: Sonneck (slowenisch: Grad Ig, Iški Turn oder Ižanski grad, auch: Shunek oder grad Zonek) (Lage: 45° 57′ 30″ N, 14° 31′ 11″ O)                       | Gemeinde Ig (deutsch: Sonnegg in der Krain) | Turm vor 1350 (Turm Iški), erste Erwähnung 1369 mit Überbauung als Herrenhaus: Hof Ig; im 15. Jahrhundert ausgebaut; 1944 von Partisanen teilweise niedergebrannt, heute Gefängnis (und nicht zugänglich). | Mehr Bilder                                          |
| Schloss Stauden (slowenisch: Grad Grm) (Lage: 45° 47′ 42″ N, 15° 10′ 19″ O) | Novo mesto (deutsch: Rudolfswerth) | Südlich von Stadt und Fluss Krka auf Anhöhe, geschlossene vierflügelige zweigeschossige Schlossanlage mit vierstöckigem Bergfried, Gartenanlage und Mausoleumsbau; 1586 als Burg erbaut im 17. Jahrhundert zum Schloss (Spätrenaissance und früher Barock) erweitert, Kulturdenkmal von lokaler Bedeutung, Sitz des Historischen Archivs und des Instituts für den Schutz des Kulturerbes von Novo mesto.                                                                                 | Mehr Bilder                                          |
| Schloss Steinberg auch: Stainberg, Sternberg (slowenisch: Grad Kalec, auch: Kalc, Kauc, Štemberk) (Lage: 45° 38′ 30″ N, 14° 14′ 44″ O)                                                 | Bač (deutsch: Futsch bei Illyrisch Feistritz), Gemeinde Ilirska Bistrica (deutsch: Illyrisch Feistritz)                                                              | Erbaut Anfang des 17. Jahrhunderts; Ruine, Schlossturm und angrenzende Mauerstücke erhalten. | Mehr Bilder                                          |
| Schloss Steinbüchel (alt: Kroriseneck, auch Schloss Kroisseneck, Kroissenegg, slowenisch: Rakovniška graščina, Dvorec Rakovnik oder Grad Rakovnik) (Lage: 46° 2′ 15″ N, 14° 31′ 34″ O) | südöstlicher Stadtteil Rakovnik (deutsch: Steinbüchel), Stadtgemeinde Ljubljana (deutsch: Laibach)                                                                   | Spätmittelalterlicher Bau, 1641 umgebaut. | Mehr Bilder                                          |
| Strobelhof (slowenisch: Grad Bokalce) (Lage: 46° 2′ 53″ N, 14° 26′ 41″ O) | Stadtgemeinde Ljubljana (deutsch: Laibach), an der Gradaščica | Erhalten, 12. Jahrhundert als befestigtes Haus der Eghk Adelsfamilie entstanden, wechselnder Besitz: 1580 bis Mitte 17. Jahrhundert Diennersberg Familie, 1705 bis 1817 Grafen von Lamberg; nach Zweiten Weltkrieg in Staatsbesitz. | Mehr Bilder                                          |
| Schloss Strmol (slowenisch: Grad Strmol) (Lage: 46° 15′ 50″ N, 14° 28′ 43″ O) | Gemeinde Cerklje na Gorenjskem (deutsch: Zirklach in der Oberkrain), Ortschaft Češnjevek (deutsch: Kerschstätten)                                                    | Erbaut im 17. Jahrhundert, heute im Staatsbesitz. | Mehr Bilder                                          |
| Schloss Wazenberg (auch: Watzenberg, Burg Aich bzw. Aych, slowenisch: Grad Dob oder Dvorec Dob) (Lage: 45° 57′ 13″ N, 15° 5′ 19″ O)                                                    | Slovenska vas (deutsch: Deutschdorf bei Sankt Rupert), Gemeinde Šentrupert (deutsch: Sankt Rupert)                                                                   | Im 14. Jahrhunderts errichtet, am 27. Dezember 1942 von Partisanen vollständig zerstört. | Mehr Bilder                                          |
| Burg Weineck (auch: Drakenburg, Burg Drachenberg, slowenisch: Grad Kravjek, auch Grad Veinek)                                                                                          | Gemeinde Ivančna Gorica (deutsch: Johannesbüchel), Ortschaft Leščevje (deutsch: Leschuje)                                                                            | Erbaut Mitte des 13. Jahrhunderts, ab 1880 aufgegeben. Geringe Steinreste. | Mehr Bilder                                          |
| Schloss Weißenstein (auch: Baissenstain, Waissenstain, Weissenstein; slowenisch: Grad Boštanj) (Lage: 45° 56′ 5″ N, 14° 40′ 42″ O)                                                     | Veliko Mlačevo (deutsch: Großweißenstein), Ortsteil von Grosuplje (deutsch: Großlupp)                                                                                | Schloss der 2. Hälfte des 15. Jahrhunderts mit burgartigen Elementen, 1944 von Partisanen zerstört. Heute Ruine. | Mehr Bilder                                          |
| Ruine Schloss Weixelburg (auch: Weichselburg, Waihselberg, Weichselberg, slowenisch: Grad Višnja Gora, stari Grad) (Lage: 45° 57′ 5″ N, 14° 44′ 38″ O)                                 | Višnja Gora (deutsch: Weixelburg), Gemeinde Ivančna Gorica | Erstmals 1154 erwähnt; im 18. Jahrhundert eingestürzt. | Mehr Bilder                                          |
| Burgstall Wildenlack (auch: Wildenlackh, Wildenlaak, Wyldenlack, Wilden Laak) (Lage: 46° 9′ 49″ N, 14° 18′ 12″ O)                                                                      | Stadt Škofja Loka (Bischof(s)lack) | vermutlich der Vorgänger von Schloss Bischoflack, die Besitzer von Lack 1446 ausgestorben, bei Johann Weichard von Valvasor schon nur noch Burgruine. |                                                      |
| Burg Willingrain (slowenisch: Grad Breg oder Grad na Bregu) (Lage: 45° 45′ 0″ N, 14° 42′ 59″ O)                                                                                        | Breg pri Ribnici na Dolenjskem (deutsch: Willingrain), Gemeinde Ribnica (deutsch: Reifnitz)                                                                          | Burg vom Anfang des 12. Jahrhunderts am Ufer der Bistrica, als vierseitiges Schloss ausgebaut, 1810 schon Ruine, dann abgerissen. | Burg Willingrain                                     |
| Burg Zobelsberg (auch: Burg Alt-Reitenberg, slowenisch: Grad Čušperk) (Lage: 45° 53′ 6″ N, 14° 41′ 1″ O)                                                                               | Čušperk (deutsch: Zobelsberg), Gemeinde Grosuplje (deutsch: Großlupp)                                                                                                | 1160 errichtet, am 18. Dezember 1943 von slowenischen Partisanen zerstört. Slowenisches Kulturdenkmal: EŠD 11862 | Mehr Bilder                                          |
| Schloss Zobelsberg (auch: Schloss Neu-Reitenberg, slowenisch: Dvorec Čušperk oder Dvorec Cobelsperk) (Lage: 45° 53′ 32″ N, 14° 42′ 0″ O)                                               | Čušperk (deutsch: Zobelsberg), Gemeinde Grosuplje (deutsch: Großlupp)                                                                                                | Im 17. Jahrhundert erbaut, am 18. Dezember 1943 von slowenischen Partisanen zerstört. Abgegangen. | Mehr Bilder                                          |
| Burg Žužemberk (deutsch: Burg Seisenberg, Seisenburg, Sosenberch) (Lage: 45° 49′ 48″ N, 14° 55′ 44″ O)                                                                                 | Žužemberk (Seisenberg) | 1295 zum ersten Mal erwähnt, meist im Besitz der Auersperg, Anfang 1945 stark zerstört. Ab 1960 Wiederaufbau und renoviert. | Mehr Bilder                                          |

### Slowenisch Kärnten
| Bezeichnung | Ort                                                                              | Bemerkungen | Abbildung   |
| --- | -------------------------------------------------------------------------------- | --- | ----------- |
| Burg Unterdrauburg (auch: Burg Unter-Traburg, Castrum Trahburck, Burg Traburg, Burg Untertraburg, slowenisch: Grad Tráberk, Grad Dravograd, fälschlich: Burg Buchenstein) (Lage: 46° 35′ 35″ N, 15° 1′ 6″ O) | Dravograd (deutsch: Unterdrauburg)                                               | Burgruine des 12. Jahrhunderts über der Stadt, im Bestand durch Bewuchs gefährdet.                                                                                                | Mehr Bilder |
| Burg Buchenstein (auch: Puchenstain, Puchenstein, slowenisch: Grad Pukštajn) (Lage: 46° 35′ 36″ N, 15° 2′ 35″ O)                                                                                             | Bukovje (deutsch: Buchenstein), Ortschaft der Gemeinde Dravograd (Unterdrauburg) | Burgruine, erbaut um 1200, nach einem Brand 1706 aufgegeben und verfallen. Mit den Steinen wurde Schloss Buchenstein erbaut. Eckiger Turmrest erhalten.                           | Mehr Bilder |
| Schloss Buchenstein (slowenisch: Dvorek Pukštajn, Dvorek Bukovje) (Lage: 46° 35′ 39″ N, 15° 2′ 33″ O) | Bukovje (deutsch: Buchenstein), Ortschaft der Gemeinde Dravograd (Unterdrauburg) | Barockschloss; erbaut 1710 mit Steinen der Burg Buchenstein, heute Museum. L-förmiges dreistöckiges Herrenhaus mit mittig schmalem Treppenturm und Erkertürmchen an den Ostecken. | Mehr Bilder |
| Burg Hohenmauten (auch: Burg Mautenberg, slowenisch: Mučki Grad oder Grad Muta) (Lage: 46° 36′ 46″ N, 15° 9′ 0″ O)                                                                                           | Muta (deutsch: Hohenmauten)                                                      | Erbaut Ende des 12. Jahrhunderts, heute nur noch Reste einer Ruine. | Mehr Bilder |
| Herrensitz Javornik (slowenisch: Grad Javornik, Dvorek Javornik) (Lage: 46° 32′ 43″ N, 14° 58′ 8″ O) | Ravne na Koroškem (deutsch: Gutenstein in Kärnten)                               | Ruine eines Herrensitzes aus dem 19. Jahrhundert mit neobarockem Mittelrisalit |             |
| Schloss Kienhofen (slowenisch: Graščina Kienhofen) (Lage: 46° 36′ 33″ N, 15° 9′ 46″ O) | Muta (deutsch: Hohenmauten)                                                      | Heute mit neuem Gebäude umge-/überbaut (Rathaus, Bücherei) | Mehr Bilder |
| Gräflich von Thurnsches Schloss Streiteben (auch: Gutenstein, Guttenstein, slowenisch: Grad Guštanj oder Grad Ravne) (Lage: 46° 32′ 30″ N, 14° 57′ 26″ O)                                                    | Ravne na Koroškem (deutsch: Gutenstein in Kärnten)                               | Neobarockes Schloss aus dem Jahre 1809, heute Teil eines Gymnasiums | Mehr Bilder |

### Untersteiermark
| Bezeichnung | Ort | Bemerkungen | Abbildung                                                                       |
| --- | --- | --- | ------------------------------------------------------------------------------- |
| Burg Löwenberg auch Burg Lemberg bei Cilli (slowenisch: Grad Lemberg, auch: Grad Lemberg pri Novi Cerkvi, Grad Lemberg pri Dobrni)                                                                        | Lemberg pri Novi Cerkvi (deutsch: Lemberg), Gemeinde Vojnik (deutsch: Hochenegg)                                                                | Erbaut Ende des 12. Jahrhunderts; heute Privatbesitz. | Burg Löwenberg                                                                  |
| Burg Lembach (slowenisch: Grad Limbuš) | Limbuš (deutsch: Lembach bei Marburg), Gemeinde Maribor (deutsch: Marburg)                                                                      | Erstmals 1147 erwähnt; im 18. Jahrhundert schwer beschädigt, 1952 abgerissen. | Vischer – Topographia Ducatus Stiria – 226 Burg Lembach bei Marburg 1681        |
| Burg Lindegg (auch: Lindeck, Lindegk, slowenisch: Grad Lindek) | Frankolovo (deutsch: Sternstein), Gemeinde Vojnik (deutsch: Hohenegg)                                                                           | Errichtet Anfang des 13. Jahrhunderts; 1792 aufgegeben. | Burgruine Lindegg                                                               |
| Burg Luschberg auch: Lusperch, Luchsperch, Loschberg (slowenisch: Grad Lušperk, auch: Loški Grad) | Loška gora pri Zrečah (deutsch: Luschberg in der Steiermark), Gemeinde Zreče (deutsch: Rötschach bei Gonobitz)                                  | Errichtet Mitte des 13. Jahrhunderts; 1502 aufgegeben. |                                                                                 |
| Burg Monsberg auch: Mannesberg (slowenisch: Grad Majšperk) | Gemeinde Majšperk (deutsch: Monsberg) | Erstmals 1256 erwähnt; 1885 verlassen, kurz darauf eingestürzt. | Burg Monsberg, 1864                                                             |
| Kleine Burg auch: Hermannsburg, Untere Burg (slowenisch: Mali Grad auch Dvorec Mali Grad) | Gemeinde Ptuj (deutsch: Pettau) | Erbaut Anfang des 13. Jahrhunderts; vermutlich Vorburg zur Burg Ptuj, heute Bibliothek. | Kleine Burg in Pettau                                                           |
| Schloss Packenstein auch: Packstein, Pakenstein, Thurn Packenstein, Türen an der Pack (slowenisch: Pakenštajn Grad, auch: Pabštajn, Paški Grad)                                                           | Gemeinde Šmartno ob Paki (deutsch: Sankt Martin an der Pack)                                                                                    | Erstmals erwähnt 1339, 1872 eingestürzt. | Vischer – Topographia Ducatus Stiriae – 291 Packenstein bei Schönstein          |
| Burg Windisch Landsberg auch: Landsberch (slowenisch: Grad Podčetrtek) | Gemeinde Podčetrtek (deutsch: Windisch Landsberg)                                                                                               | Erstmals erwähnt 1261, 1943 schwer beschädigt; | Burg Windisch Landsberg                                                         |
| Burg Reichenstein auch: Reichstein (slowenisch: Reštanj) | Reštanj (deutsch: Reichenstein in der Steiermark), Gemeinde Krško (deutsch: Gurkfeld)                                                           | 1304 erstmals erwähnt; 1573 von aufständischen Bauern zerstört. | Ruine Burg Reichenstein                                                         |
| Burg Reutenberg (slowenisch: Grad Reutenberg) | Reštanj (deutsch: Rain), Gemeinde Sevnica (deutsch: Lichtenwald)                                                                                | Anfang des 14. Jahrhunderts erbaut; heute nicht mehr vorhanden. |                                                                                 |
| Schloss Windischgraz (slowenisch: Grad Slivnica) | Čreta (deutsch: Schrötten), Gemeinde Hoče-Slivnica (deutsch: Kötsch-Schleinitz)                                                                 | 1428 erstmals erwähnt; heute in Staatsbesitz. | Schloss Schleinitz                                                              |
| Burg Prösching auch: Pröschin, Presing (slowenisch: Grad Prežin) | Šentjanž nad Štorami (deutsch: Sankt Johann bei Pröschendorf), Gemeinde Štore (deutsch: Storach)                                                | 1132 erbaut; 1493 von der Stadt Cilli völlig zerstört; fast keine Spuren mehr. |                                                                                 |
| Burg Windischgraz (slowenisch: Grad Slovenj Gradec) | Gemeinde Slovenj Gradec (deutsch: Windischgraz)                                                                                                 | 1091 erstmals erwähnt; 1488 von den Ungarn zerstört, nur noch Mauerreste vorhanden |                                                                                 |
| Burg Helfenberg auch: Feistritz (slowenisch: Grad Soteska, auch: Škrlinov Grad) | Soteska (deutsch: Bründl bei Eichthal), Gemeinde Žalec (deutsch: Sachsenfeld)                                                                   | 1251 erstmals erwähnt; am 22. Oktober 1943 von slowenischen Partisanen zerstört, nur noch wenige Mauerreste vorhanden. | Vischer – Topographia Ducatus Stiria – 168 Burg Helfenberg                      |
| Burg Schönegg auch: Scheineck, Schöneck (slowenisch: Grad Šenek) | Gemeinde Polzena (deutsch: Heilenstein) | Mitte des 13. Jahrhunderts erbaut; 1529 schon eine Ruine. |                                                                                 |
| Burg Schönstein (slowenisch: Grad Šoštanj, später auch: Pusti Grad) | Gemeinde Šoštanj (deutsch: Schönstein) | Mitte bis Ende des 12. Jahrhunderts erbaut; zu Beginn des 16. Jahrhunderts eingestürzt. | Burgruine Schönstein                                                            |
| Burg Sperrenberg (slowenisch: Grad Šperenberk) | Dolenji Leskovec (deutsch: Haselbach), Gemeinde Krško (deutsch: Gurkfeld)                                                                       | Um 1300 erwähnt; 1297 zerstört, keine Ruinen vorhanden. |                                                                                 |
| Burg Schwarzenstein (slowenisch: Grad Švarcenštajn, auch: Slovensko Gradič) | Laze pri Velenju (deutsch: Laase bei Wöllan), Gemeinde Velenje (deutsch: Wöllan).                                                               | Erbaut in der ersten Hälfte des 14. Jahrhunderts; in Privatbesitz. | Vischer – Topographia Ducatus Stiriae – 386 Schwarzenstein bei Schönstein, 1681 |
| Burg Twarog auch: Twargburg (slowenisch: Grad Tvarog) | Dobrova (deutsch: Gutendorf bei Gurkfeld), Gemeinde Krško (deutsch: Gurkfeld).                                                                  | Erstmals 1246 erwähnt; heute kaum noch Spuren vorhanden. | Burghügel von Twarog                                                            |
| Burg Waldeck auch: Twargburg (slowenisch: Grad Valdek) | Gornji Dolič (deutsch: Oberdollitsch), Gemeinde Mislinja (deutsch: Missling).                                                                   | Erbaut im 12. Jahrhundert; seit Mitte des 19. Jahrhunderts Ruine. |                                                                                 |
| Burg Werneck, auch: Twargburg (slowenisch: Grad Vernek) | Vernek (deutsch: Werneck), Gemeinde Litija (deutsch: Littai).                                                                                   | Erbaut Anfang des 12. Jahrhunderts; Mitte des 16. Jahrhunderts zerstört. | Valvasor: Grad Werneck, 1679                                                    |
| Burg Alt-Weitenstein (slowenisch: Grad Vitanje, auch: Goležev Grad) | Gemeinde Vitanje (deutsch: Weitenstein). | Erbaut im ersten Drittel des 12. Jahrhunderts; anfangs des 17. Jahrhunderts aufgegeben. | Vischer – Topographia Ducatus Stiriae – 467 Weitenstein bei Gonobitz (links)    |
| Burg Neu-Weitenstein (slowenisch: Grad Vitanje novi grad) | Gemeinde Vitanje (deutsch: Weitenstein). | Erbaut um 1322; anfangs des 18. Jahrhunderts aufgegeben. | Vischer – Topographia Ducatus Stiriae – 467 Weitenstein bei Gonobitz (rechts)   |
| Burg Widerdries auch: Widerdriss (slowenisch: Grad Vodriž) | Vodriž (deutsch: Widerdries), Gemeinde Slovenj Gradec (deutsch: Windischgraz).                                                                  | Erbaut zu Beginn des 14. Jahrhunderts; 1766 niedergebrannt. | Burgruine Widerdries                                                            |
| Burg Hochenegg auch: Widerdriss (slowenisch: Grad Vojnik) | Tomaž nad Vojnikom (deutsch: Sankt Thomas bei Hochenegg), Gemeinde Vojnik (deutsch: Hochenegg).                                                 | Erbaut zu Beginn des 12. Jahrhunderts; 1456 zerstört. |                                                                                 |
| Altenburg (slowenisch: Grad Vrbovec) (Lage: 46° 19′ 15″ N, 14° 57′ 1″ O) | Gemeinde Nazarje (deutsch: Altenburg). | Erbaut im ersten Drittel des 12. Jahrhunderts; 1944 von Partisanen zerstört, später renoviert. | Mehr Bilder                                                                     |
| Burg Anchenstein (Schloss Ankenstein, slowenisch: Grad Borl, ungarisch: Bornyl vár) (Lage: 46° 22′ 29″ N, 16° 0′ 11″ O)                                                                                   | Cirkulane (deutsch: Ankenstein) | Schlossanlage auf einem Felssporn über der Drau, 1255 Ersterwähnung, erhalten, in Staatsbesitz. | Mehr Bilder                                                                     |
| Burg Anderburg (slowenisch: Grad Anderburg) (Lage: 46° 13′ 14″ N, 15° 22′ 55″ O) | Podgrad (deutsch: Anderburg, An der Burg), Gemeinde Šentjur (deutsch: Sankt Georgen bei Cilli).                                                 | 1025 erstmals erwähnt, 1655 niedergebrannt. Heute kaum noch Ruinen vorhanden. | Anderburg auf einer Karte von 1678                                              |
| Burg Beilenstein (auch: castrum de Pilstain, Peilenstein, slowenisch: Grad Pilštanj) (Lage: 46° 5′ 50″ N, 15° 31′ 28″ O)                                                                                  | Pilštanj (deutsch: Peilenstein), Gemeinde Kozje (deutsch: Drachenburg)                                                                          | Erste Erwähnung der Burg 1185 als castrum de Pilstain erwähnt, im 18. Jahrhundert aufgegeben, nur noch geringe Mauerreste; ca. 300 m südwestlich der Burg Hartenstein. | Mehr Bilder                                                                     |
| Burg Blumenstein (Slowenien) (auch: Plomstein, Plemenstein, slowenisch: Grad Plauštajn oder Grad Ploštanj) (Lage: 46° 11′ 36″ N, 15° 22′ 4″ O)                                                            | Šibenik (deutsch Siebeneck), Gemeinde Šentjur (deutsch: Sankt Georgen bei Cilli)                                                                | Burgstall um 1200 einer Höhenburg auf dem Mala Resevna südwestlich der Siedlung Šibenik. 1241 Ersterwähnung, zuletzt 1498 genannt. Abgegangen. |                                                                                 |
| Schloss Dornau (slowenisch: Dvorec Dornava) (Lage: 46° 26′ 13″ N, 15° 56′ 54″ O) | Dornava (deutsch: Dornau) | Barockschloss des 18. Jahrhunderts. | Mehr Bilder                                                                     |
| Drachenburg (auch: castrum Trachenberk, Drakenburg, slowenisch: Grad Kozje) (Lage: 46° 4′ 17″ N, 15° 33′ 15″ O)                                                                                           | Pilštanj (deutsch: Peilenstein), Gemeinde Kozje (deutsch: Drachenburg)                                                                          | 1286 Ersterwähnung der Burg als castrum Trachenberk, 1476 von den Türken belagert, einige Jahre später von den Truppen des ungarischen Königs Matthias Corvinus erobert. 1635 von aufständischen Bauern in einem Bauernaufstand besetzt. Ab 17. Jahrhundert Verfall, nur noch Mauerreste | Mehr Bilder                                                                     |
| Burg Dragomel (auch: Dragemel, Drogembl, Dragoemel, slowenisch: Grad Dragomelj) (Lage: 46° 6′ 28″ N, 14° 35′ 28″ O)                                                                                       | Dragomelj (deutsch: Dragomel), Gemeinde Domžale (deutsch: Domschale, älter auch Domseldorf)                                                     | 1312 ein Gutshof erstmals erwähnt, 1386 als Turmburg genannt, 1411 als „schloss Dragomel“ genannt, viele Besitzerwechsel, 1528 als doppelte Wasserburg den Türken widerstanden. Ab 1719 durch den Sumpfboden beschädigt, nach 1752 (Besitz von Graf Leopold zu Lamberg) nicht mehr bewohnt. Beginn des 19. Jahrhunderts Brand. 1825 im Kataster nicht mehr erwähnt. | Valvasor – Burg Dragomel                                                        |
| Schloss Eckenstein (auch: Eggenstein, später Schloss Gorica, slowenisch: Grad Ekenštajn, Dvorec Gorica) (Lage: 46° 21′ 34″ N, 15° 7′ 48″ O)                                                               | nahe Siedlung Goriza, Gemeinde Velenje (deutsch: Wöllan)                                                                                        | Schlossartiges Herrenhaus auf Anhöhe, 1282 erwähnt, im Besitz der Diözese Gurk aus Kärnten (bis 15. Jahrhundert); nach 17. Jahrhundert Verfall, heute nur noch Ruinenreste (Grundmauern) südöstlich der Burgruine Schallegg (Šalek). | Mehr Bilder                                                                     |
| Schloss Eisenthür (slowenisch: Dvorec Železne Dveri) (Lage: 46° 29′ 50″ N, 16° 11′ 42″ O) | Železne Dveri (deutsch: Eisenthür), Kleinstadt Ljutomer (deutsch: Luttenberg in der Steiermark)                                                 | L-förmiger zweigeschossiger Schlossbau von 1751 inmitten von Weinbergen an der bekannten Jeruzalem-Weinstraße, auf Bergrücken, Burgvorgänger wird angenommen, Denkmalnummer: EŠD 8750 | Mehr Bilder                                                                     |
| Schloss Erlachstein (slowenisch: Grad Erlachštajn, Jelšigrad oder Dvorec Jelše) (Lage: 46° 13′ 57″ N, 15° 30′ 18″ O)                                                                                      | Šmarje pri Jelšah (deutsch: Sankt Marein bei Erlachstein)                                                                                       | 1424 erstmals erwähnt, 1666 zum Barockschloss umgebaut. | Mehr Bilder                                                                     |
| Schloss Erkenstein (slowenisch: Grad Erkenštajn bzw. Dvorec Novi Grad) (Lage: 46° 1′ 27″ N, 15° 12′ 58″ O)                                                                                                | Novi Grad (deutsch: Obererkenstein), Gemeinde Sevnica (deutsch: Dommelsdorf).                                                                   | Erbaut im 1688 mit den Steinen der Burg Obererckenstein; quadratiges vierseitig geschlossenes Herrenhaus; im Zweiten Weltkrieg von Partisanen zerstört. Überbaut mit Häusern. |                                                                                 |
| Schloss Faal (auch: Fall, Volmars, Valle, slowenisch: Grad Fala) (Lage: 46° 32′ 40″ N, 15° 26′ 55″ O) | Fala pri Ruše (deutsch: Faal bei Maria Rast), Gemeinde Ruše (deutsch: Maria Rast).                                                              | Erbaut um 1245, seit 2003 in Privatbesitz. | Mehr Bilder                                                                     |
| Burg Forchtenegg (auch: Fürchtenek, Furtnekk, oder Fuerchtenegk, slowenisch: Grad Forhtenek) (Lage: 46° 25′ 18″ N, 15° 5′ 0″ O)                                                                           | Ortsteil Ravne (deutsch: Gutenbichl), Gemeinde Šoštanj (deutsch: Schönstein).                                                                   | Erbaut um 1317, 1635 bei Bauernunruhen zerstört. Ruinenreste besonders einer Ecke mit Eckquaderung erhalten. | Mehr Bilder                                                                     |
| Burg Frauheim (slowenisch: Grad Fram) | Gemeinde Rače-Fram, Ortschaft Fram | Burg des 14. Jahrhunderts, 1335 als Vraunhaym urkundlich, 1397 im Besitz des Marschalats der Steiermark, 1413 als castrum beurkundet, im 18. Jahrhundert ausgebrannt, Beginn des 20. Jahrhunderts waren noch die Ruine des Bergfrieds und Palasreste vorhanden. | Mehr Bilder                                                                     |
| Schloss Freudenau (slowenisch: Meinlov grad oder Dvorec Freudenau v Črncih) (Lage: 46° 41′ 47″ N, 15° 53′ 22″ O)                                                                                          | Ortsteil Črnci (deutsch: Schirmdorf) in der Gemeinde Apače (deutsch: Abstall)                                                                   | Einfach unsaniertes barockisiertes Schloss aus dem Beginn des 17. Jahrhunderts auf abgegangener Burg des 13. Jahrhunderts | Mehr Bilder                                                                     |
| Schloss Friedau (slowenisch: Grad Ormož) (Lage: 46° 24′ 23″ N, 16° 9′ 5″ O) | Gemeinde Ormož (deutsch: Friedau) | 1278 erstmals erwähnt; Stadtschloss, heute Museum. | Mehr Bilder                                                                     |
| Schloss Golitsch (slowenisch: Dvorec Golič) (Lage: 46° 20′ 36″ N, 15° 26′ 50″ O) | Dobrnež, Gemeinde Slovenske Konjice (deutsch: Gonobitz).                                                                                        | Erbaut 1542, im 19. Jahrhundert umgebaut. | Mehr Bilder                                                                     |
| Burg Gonobitz (auch: Burg Tattenbach, slowenisch: Grad Konjice) (Lage: 46° 20′ 9″ N, 15° 24′ 34″ O) | Slovenske Konjice (deutsch: Gonobitz) | Burgruine einer Höhenburg, 1148 erstmals erwähnt; 1692 aufgegeben. In Resten erhalten oder wiederhergestellt. | Mehr Bilder                                                                     |
| Burg Gretschin (auch: Veste Gratsche, slowenisch: Grad Gračeno oder Grad Čičev) (Lage: 45° 52′ 14″ N, 15° 38′ 18″ O)                                                                                      | Cirnik (deutsch: Großzirnig oder Zirnig), Gemeinde Brežice (deutsch: Rann)                                                                      | Erbaut im 12. Jahrhunderts, im 15. Jahrhundert aufgegeben, nur noch minimale Steinreste der Höhenburg vorhanden. | Mehr Bilder                                                                     |
| Burg Großsonntag (slowenisch: Grad Velika Nedelja) (Lage: 46° 25′ 9″ N, 16° 6′ 41″ O) | Dorf Velika Nedelja (Groß Sonntag), Ortsteil von Ormož (Friedau)                                                                                | Erstmals erwähnt 1273; Höhenburg in Kastellform mit Ecktürmen, später Schlossumbau, saniert, heute Museum. | Mehr Bilder                                                                     |
| Schloss Gutenbichel (auch: Gut(t)enbüchel, slowenisch: Dvorek Gutenbichl) (Lage: 46° 23′ 33″ N, 15° 3′ 20″ O)                                                                                             | Ortsteil Ravne (deutsch: Gutenbichel), Gemeinde Šoštanj (deutsch: Schönstein)                                                                   | Erbaut im 16. Jahrhundert, umgebaut erhalten. Slowenisches Kulturdenkmal: EŠD 4333 | Mehr Bilder                                                                     |
| Schloss Gutenhaag (auch: Guttenhaag, slowenisch: Grad Hrastovec) (Lage: 46° 33′ 55″ N, 15° 47′ 14″ O) | Hrastovec v Slovenskih Goricah (deutsch: Gutenhaag), Gemeinde Lenart (deutsch: Sankt Leonhard in den Windischen Büheln).                        | Erbaut Anfang des 12. Jahrhunderts, im 16. und 17. Jahrhundert barock umgebaut. Erhalten. | Mehr Bilder                                                                     |
| Burg Hartenstein (slowenisch: Grad Hartenštajn) (Lage: 46° 6′ 2″ N, 15° 31′ 23″ O) | Pilštanj (deutsch: Peilenstein), Gemeinde Kozje (deutsch: Drachenburg)                                                                          | Erste Erwähnung 1341; 1810 eingestürzt und aufgegeben. | Mehr Bilder                                                                     |
| Burg Haus am Bacher (slowenisch: Grad Hompoš, auch: Pohorski Dvor) (Lage: 46° 30′ 18″ N, 15° 37′ 27″ O)                                                                                                   | Hoče (deutsch: Kötsch), Gemeinde Hoče-Slivnica (deutsch: Kötsch-Schleinitz)                                                                     | Erste Erwähnung 1353. | Mehr Bilder                                                                     |
| Burg Podsreda (auch Castrum Herberch, slowenisch: Grad Potsreda) (Lage: 46° 1′ 41″ N, 15° 35′ 24″ O) | Podsreda (deutsch: Hörberg), Gemeinde Kozje (deutsch: Drachenburg)                                                                              | Mächtiger Burgquader einer Höhenburg mit massivem Palas und Bergfried, Torhaus und Vorburg, erhalten. | Mehr Bilder                                                                     |
| Burg Kostreinitz (auch Burg Gostrauntz, slowenisch: Grad Kostrivnica) (Lage: 46° 16′ 10″ N, 15° 36′ 1″ O)                                                                                                 | Drevenik (deutsch: Baumgarten), Gemeinde Rogaška Slatina (deutsch: Rohitsch-Sauerbrunn).                                                        | Erstmals 1275 erwähnt, um 1450 abgerissen; nur spärliche Ruinen übrig. |                                                                                 |
| Burg Königsberg (slowenisch: Grad Kunšperk) (Lage: 46° 3′ 25″ N, 15° 41′ 37″ O) | Kunšperk (deutsch: Königsberg), Gemeinde Bistrica ob Sotli (deutsch: Sankt Peter bei Königsberg).                                               | Erbaut im frühen 13. Jahrhundert, im 17. Jahrhundert aufgegeben; Ruine. | Mehr Bilder                                                                     |
| Burg Komenda (auch Burg Hailenstein) (Lage: 46° 16′ 49″ N, 15° 4′ 21″ O) | Polzela (deutsch: Heilenstein) im Becken von Cilli                                                                                              | Mehrere Bergfriede bzw. der Palas wurden zu einem gemeinsamen Baukörper verbunden, erhalten. | Mehr Bilder                                                                     |
| Schloss Kranichsfeld (slowenisch: Grad Rače) (Lage: 46° 27′ 8″ N, 15° 40′ 45″ O) | Gemeinde Rače-Fram, Ortschaft Rače | Ursprünglich Inselburg südlich Maribor; ab 16. Jahrhundert zum Schloss erweitert. Geschlossene meist zweistöckige Kastellform mit großem quadratischen Glockenturm, dem SW ein L-förmiger Komplex angebaut ist, deren kleine Seite zwei Ecktürme aufweist. Kapelle dem heiligen Janez Nepomuk geweiht. Restauriert. Im Innern des Kastellbaus offene Balkonarkaden. | Mehr Bilder                                                                     |
| → Burg Lemberg (castrum Lengenburch, Lengenburg, slowenisch: Grad Lemberg) (Lage: 46° 15′ 29″ N, 15° 33′ 1″ O)                                                                                            | Lemberg pri Šmarju (deutsch: Lemberg bei St. Marein, älter auch Lengenburg), Gemeinde Šmarje pri Jelšah (deutsch: Sankt Marein bei Erlachstein) | Erbaut Anfang des 12. Jahrhunderts; 1487 vor den oder von den Ungarn zerstört, Burghügel und Wallgraben der Höhenburg noch sichtbar. | Mehr Bilder                                                                     |
| Burg Sevnica (slowenisch: Grad Sevnica) (Lage: 46° 0′ 29″ N, 15° 18′ 50″ O) | Gemeinde Sevnica (deutsch: Lichtenwald) | 1309 erstmals erwähnt; heute Museum | Mehr Bilder                                                                     |
| Burg Mahrenberg (slowenisch: Stari grad nad Radljami ob Dravi bzw. Razvaline Gradu Mahrenberg) (Lage: 46° 37′ 5″ N, 15° 13′ 15″ O)                                                                        | Radlje ob Dravi (deutsch: Mahrenberg) | Reste einer kleinen Spornburg nördlich des Ortes, Schildmauerreste. Eine der Stammburgen der Mahrenberger (siehe unter Seifried von Mahrenberg). | Mehr Bilder                                                                     |
| Herrensitz Malleggendorf (slowenisch: Grad Branek) (Lage: 46° 31′ 10″ N, 16° 7′ 54″ O) | Branoslavci (deutsch: Malleggendorf), Kleinstadt Ljutomer (deutsch: Luttenberg in der Steiermark)                                               | kompakter dreigeschossiger Schlossbau des 16. Jahrhunderts (um 1527) aus alter slawischer Befestigung, mehrfach umgebaut, nach Feuer 1925 vereinfacht wiederaufgebaut, am Ältesten der umbaute nahezu quadratische ausragende Turm. Denkmalnummer: EŠD 8853 |                                                                                 |
| Mariborski Grad deutsch: Stadtschloss Marburg, Schloss Maribor, Stadtburg Marburg, Burg in Marburg an der Drau oder einfach Stadtburg (slowenisch auch: Mestni Grad) (Lage: 46° 33′ 40″ N, 15° 38′ 56″ O) | Stadt Maribor (deutsch: Marburg) | Erbaut 1655, heute Museum. | Mehr Bilder                                                                     |
| Burg Montpreis (auch: Montpreiß, Monpreiß, Monpreis bzw. Schloss Planina, slowenisch: Grad Planina) (Lage: 46° 6′ 21″ N, 15° 24′ 14″ O)                                                                   | Planina pri Sevnici (deutsch: Montpreis), Gemeinde Šentjur (deutsch: Sankt Georgen bei Cilli)                                                   | Höhenburg auf einem Kalkfelsstock, erstmals erwähnt 1190, 1868 aufgegeben. Größere Ruinenreste, zum Teil wieder restauriert | Mehr Bilder                                                                     |
| Schloss Mureck (auch: Obermureck, slowenisch: Grad Cmurek) (Lage: 46° 42′ 20″ N, 15° 47′ 12″ O) | Trate (deutsch: Wiesenbach), Gemeinde Šentilj (deutsch: Sankt Egidi in den Windischen Büheln).                                                  | Erbaut im 12. Jahrhundert, im 17. Jahrhundert zum Barockschloss umgebaut. | Mehr Bilder                                                                     |
| Schloss Negova (auch Grad Negova) (Lage: 46° 36′ 40″ N, 15° 56′ 12″ O) | Negova (deutsch: Negau), Gemeinde Gornja Radgona (deutsch: Oberradkersburg), im Windische Bühel Hügelland                                       | Größere Höhenburg auf leichtem Hügel; Umbau zum Schloss, Hauptgebäude mit Burgmauer, Haupttor und Ecktürmen, Marstall als Teil der Burgmauer. Geschichte: Aus Gutshof des 11./12. Jh.; 1425 erstmals unter dem Namen Veste Egau (Vest Egaw) erwähnt und gehörte dem Landeshauptmann Hans von Winden in der Steiermark. Ab 1431 Besitz der von Perneck. Von 1542/43 bis zum Ende des Zweiten Weltkriegs gehörte es den Grafen von Trautmansdorf. Im 17. Jh. um weitere Gebäude und Türmen erweitert. Das sogenannte Neue Schloss wurde gebaut. 1939 brannte die Burg nieder, mehrere Gebäude zerstört, einer der Türme abgerissen. Nach dem Zweiten Weltkrieg verstaatlicht und als Wohnhaus genutzt. 2004–2006 saniert. | Mehr Bilder                                                                     |
| Schloss Neu Cilli (slowenisch: Dvorec Novo Celje) (Lage: 46° 14′ 47″ N, 15° 10′ 38″ O) | Novo Celje (deutsch: Neu Cilli), Gemeinde Žalec (deutsch: Sachsenfeld)                                                                          | Spätbarockes Herrenhaus, 1752–1755 erbaut, auf Platz eines spätmittelalterlichen Jagdschlosses namens Brutnberg (lokal: Plumberk) unter Verwendung von Bauteilen der alten Burg von Celje. 1920 in Gemeindebesitz übergegangen. | Mehr Bilder                                                                     |
| Schloss Neustein (slowenisch: Grad Impoljca) (Lage: 45° 59′ 32″ N, 15° 21′ 21″ O) | Arto (deutsch: Harth in der Steiermark), Gemeinde Sevnica (deutsch: Lichtenwald)                                                                | Im 17. Jahrhundert erbaut, heute Altenheim. Nicht zu verwechseln mit dem abgegangenen Herrenhaus Impelhoff (Impelhof, Impole) im benachbarten Dolnje Impolje (deutsch: Unterimpelhof) |                                                                                 |
| Burg Oberburg (auch: Obernburg, castrum Obbremburch, Obernburch, slowenisch: Gornji Grad) | Gemeinde Gornji Grad (deutsch: Oberburg). | Erbaut Mitte des 13. Jahrhunderts auf dem Hügel Gradišče ob Dreti, östlich der Siedlung Oberburg (dem heutigen Gornji Grad) im Oberen Savinja-Tal, im 16. Jahrhundert aufgegeben, keine nennenswerten Ruinen vorhanden. |                                                                                 |
| Burg Obercilli (slowenisch: Celjski grad oder Stari Grad Celje) (Lage: 46° 40′ 59″ N, 15° 58′ 57″ O) | Celje (deutsch: Cilli) | Höhenburg südlich der Stadt Celje, ehemals Sitz der Grafen von Cilli | Mehr Bilder                                                                     |
| Burg Obererckenstein (auch: Obererkenstein, Erkenstein, Eckhenstain, Herchinstayn, slowenisch: Grad Erkenštajn) (Lage: 46° 1′ 41″ N, 15° 12′ 47″ O)                                                       | Novi Grad (deutsch: Obererkenstein), Gemeinde Sevnica (deutsch: Lichtenwald)                                                                    | Ruinenreste (stari grad) einer Höhenburg nordwestlich des Weilers Novi Grad, erstmals 1300 erwähnt. Die Burg wurde 1442 von Jan Vitovec teilweise zerstört und 1635 von rebellierenden Bauern niedergebrannt. Die Nachbesitzer derer von Zetschker restaurierten die Burg teilweise, gaben sie aber bald auf. Später im Nordosten eingestürzt. Im 18. Jahrhundert aufgegeben. Kulturdenkmal: EŠD 23527 | Valvasor: Obererckenstein, 1679                                                 |
| Burg Obermarburg auch: Oberburg (slowenisch: Stari Grad Maribor, auch: Gornji Grad) (Lage: 46° 34′ 6″ N, 15° 39′ 8″ O)                                                                                    | Gemeinde Maribor (deutsch: Marburg) | Erbaut im 11. Jahrhunderts; 1784 zerstört. | Mehr Bilder                                                                     |
| Schloss Oberradkersburg (ehemals Oberrackersburg, slowenisch: Grad Gornja Radgona) (Lage: 46° 40′ 59″ N, 15° 58′ 57″ O)                                                                                   | Gornja Radgona (deutsch: Oberradkersburg) | 1363 erstmals erwähnt; heute staatlich. Kulturdenkmal unter EŠD 150 | Mehr Bilder                                                                     |
| Burg Olimje (auch: Burg Wolimiach oder Burg Wolimia, slowenisch: Grad Olimje) (heute: Minoritenkloster von Olimje bzw. Pavlinskikloster Olimje) (Lage: 46° 9′ 0″ N, 15° 33′ 47″ O)                        | Gemeinde Podčetrtek, Ortschaft Olimje | Burg der Grafen von Peilestein (Pilstein), um 1015 erbaut, 1550 durch Graf Tattenbach umgebaut und weiter befestigt, 1658 an den kroatischen Baron Zakmardi, 1663 an die Paulinermönche übereignet, bis 1675 in ein Kloster umgebaut. 1805 an die von Attems, Teilabriss des Nord- und Westteils, nach 1945 verstaatlicht, 1974 bei Erdbeben stark beschädigt, aber wiederaufgebaut. Seit 1990 Minoritenkloster. | Mehr Bilder                                                                     |
| Burg Osterwitz (auch Osterwiz, Osterbiz, Osterwitz im Sanntale bzw. Osterwitz im Saanthale, slowenisch: Grad Ostrovica oder Grad Ojstrica) (Lage: 46° 12′ 24″ N, 14° 59′ 24″ O)                           | Gebiet Ojstrica (Osterwitz im Sanntal), Gemeinde Tabor                                                                                          | Erbaut Anfang des 13. Jahrhunderts; 1535 bei Bauernaufstand zerstört. | Mehr Bilder                                                                     |
| Schloss Osterwitz (auch Nieder-Osterwiz, slowenisch Grad Spodnja Ostrovica) (Lage: 46° 12′ 44″ N, 14° 59′ 37″ O)                                                                                          | Gebiet Ojstrica (Osterwitz im Sanntal), Gemeinde Tabor                                                                                          | 1592 aus den Steinen von Burg Osterwitz errichtet; 1826 durch Blitzschlag und Brand zerstört. Abgetragen. | Mehr Bilder                                                                     |
| Burg Pischätz (slowenisch: Grad Pišece) (Lage: 46° 0′ 23″ N, 15° 38′ 13″ O) | Pišece (deutsch: Pischätz), Gemeinde Brežice (deutsch: Rann)                                                                                    | Erbaut um 1200, nach 1945 verfallen; Umlaufender Wehrbau mit Palas im Norden und hohem integriertem Turm. 2006/2007 komplett saniert und restauriert. | Mehr Bilder                                                                     |
| Burg Plankenstein | Poljčane (deutsch: Pöltschach) | |                                                                                 |
| Burg Plankenstein (slowenisch: Grad Plankenštajn oder Grad Zbelovo) (Lage: 46° 17′ 46″ N, 15° 31′ 35″ O)                                                                                                  | Zbelovo (deutsch: Plankenstein), Gemeinde Slovenske Konjice (deutsch: Gonobitz).                                                                | Erbaut Ende des 12. Jahrhunderts; 1529 aufgegeben. Steine wurden für Schloss Plankenstein verwendet. Burgruine. | Mehr Bilder                                                                     |
| Schloss Plankenstein (slowenisch: Dvorec Zbelovo oder Dvorec Plankenštajn) | Zbelovo (deutsch: Plankenstein), Gemeinde Slovenske Konjice (deutsch: Gonobitz).                                                                | 1529 aus den Steinen der Burg Plankenstein erbaut. | Vischer – Topographia Ducatus Stiriae – 309 Plankenstein bei Gonobitz           |
| Schloss Ptuj (auch Burg Ptuj, Schloss Oberpettau, slowenisch: Grad Ptuj bzw. Ptujski Grad) (Lage: 46° 25′ 15″ N, 15° 52′ 5″ O)                                                                            | Ptuj (deutsch: Pettau) | Schlossanlage auf früherer Höhenburg über der Stadt, ab 9. Jahrhundert als Burg, ab 14. Jahrhundert zur Schlossanlage umgestaltet. Nach 1945 Museum. | Mehr Bilder                                                                     |
| Schloss Rann (auch: Schloss Rain, Rhain, slowenisch: Grad Brežice) (Lage: 45° 54′ 6″ N, 15° 35′ 33″ O) | Brežice (deutsch: Rann) | Höhenburg von 1241 südwestlich des Ortes, 1530–1551 kompletter Neubau als Renaissance-Schloss, erlitt Zerstörungen beim Erdbeben von 1917, 1945 verstaatlicht, erhalten, restauriert, heute Museum. Trapezförmiger geschlossenen Grundriss mit vier wuchtigen barocken Ecktürmen. | Mehr Bilder                                                                     |
| Burg Reichenburg (slowenisch: Grad Rajhenburg oder Grad Brestanica) (Lage: 45° 59′ 21″ N, 15° 27′ 59″ O)                                                                                                  | Brestanica (deutsch: Reichenburg in der Steiermark), Gemeinde Krško (deutsch: Gurkfeld)                                                         | Höhenburg, nach 1126 unter Erzbischof Konrad I. von Salzburg neu aufgebaut; heute Museum. | Mehr Bilder                                                                     |
| Burg Reichenegg (Raicheneck, Reichenekk, slowenisch: Grad Rifnik) (Lage: 46° 12′ 5″ N, 15° 24′ 11″ O) | Rifnik (deutsch: Reicheneck), Gemeinde Šentjur (deutsch: Sankt Georgen bei Cilli)                                                               | Noch hoch aufragende Ruinenreste einer großen Turmburg des 13. Jahrhunderts, spätestens im 17. Jahrhundert aufgegeben. | Mehr Bilder                                                                     |
| Schloss Reifenstein (slowenisch: Dvorec Blagovna oder Grad Rajfenštajn (?)) (Lage: 46° 14′ 10″ N, 15° 21′ 25″ O)                                                                                          | Goričica (deutsch: Goritzdorf), Gemeinde Šentjur (deutsch: Sankt Georgen bei Cilli)                                                             | Zurückgebautes Rittergut (L-Form) des 17. Jahrhunderts (Dvorec Blagovna) eines vierseitigen Schlosses von um 1460 (Schloss Reifenstein). Herrenhaus mit befestigten Grundmauern. Privatbesitz. | Mehr Bilder                                                                     |
| Burg Rohitsch (Burg Rogatec, slowenisch: Stari Grad Rogatec) (Lage: 46° 13′ 51″ N, 15° 42′ 3″ O) | Rogatec (deutsch: Rohitsch in der Steiermark)                                                                                                   | Ruine einer Höhenburg. | Mehr Bilder                                                                     |
| Schloss Ruhethal (slowenisch: Dvorec Žovnek, auch: Dvorec Novi Žovnek) (Lage: 46° 16′ 36″ N, 15° 1′ 48″ O)                                                                                                | Podvrh (deutsch: Slemen), Gemeinde Braslovče (deutsch: Fraßlau)                                                                                 | Erbaut 1818 mit Steinen aus der Burg Sannegg. Slowenisches Kulturdenkmal: EŠD 10418 | Schloss Ruhethal; 1865                                                          |
| Burg Sachsenwart (auch: Sachsenberg, slowenisch: Grad Žaženberk) (Lage: 46° 13′ 34″ N, 15° 6′ 25″ O) | Sveti Lovrenc (deutsch: Sankt Lorenzen bei Pragwald), Gemeinde Prebold (deutsch: Pragwald).                                                     | Im 12. Jahrhundert erbaut, um 1460 zerstört; nur wenige Ruinen. |                                                                                 |
| Burg Saldenhofen (slowenisch: Grad Vuzenica, auch: Pistrov Grad) (Lage: 46° 36′ 6″ N, 15° 10′ 18″ O) | Gemeinde Vuzenica (deutsch: Saldenhofen) | Erbaut um 1210; ab 1782 verfallen. Letzter bekannter Besitzer war der Maler Oskar von Pistor; nur noch geringfügige Spuren erhalten: halbrundes Mauergeviert und ein verfallener Wehrturm aus der Renaissance. | Mehr Bilder                                                                     |
| Schloss Sankt Jakob (auch: Jakobsschloss, slowenisch: Grad Jakobski dol oder Jakobski Dvor) (Lage: 46° 38′ 23″ N, 15° 43′ 46″ O)                                                                          | Zgornji Hlapje (deutsch: Oberklappenberg), Gemeinde Pesnica (deutsch: Pößnitzhofen)                                                             | Vorläuferbau vom 15. Jahrhundert, 1678 Umbau zum heutigen Aussehen. | Mehr Bilder                                                                     |
| Burg Sanneck (auch: Sanneck, Sannegg oder Sanegg, Saneck, slowenisch: Grad Žovnek) (Lage: 46° 16′ 35″ N, 15° 0′ 14″ O)                                                                                    | westlich über dem See Žoveška und südwestlich der Gemeinde Braslovče (deutsch: Fraßlau).                                                        | Höhenburg und Stammburg der Sanneck westlich über dem See Žoveška, 1130 erstmals erwähnt, ab 1816 Verfall, mit den Steinen wurde Schloss Ruhethal erbaut. 1996 restauriert. | Mehr Bilder                                                                     |
| Burg Sawenstein (auch: Savenstein, Sauenstein, slowenisch: Grad Zavstan, Grad Boštanj) (Lage: 46° 1′ 8″ N, 15° 16′ 8″ O)                                                                                  | Boštanj (deutsch: Sauenstein, Sawenstein, Obersawenstein), Gemeinde Sevnica (deutsch: Lichtenwald)                                              | Burg aus dem 12. Jahrhundert, seit 1688 verlassen und verfallen. Mit den Steinen wurde Schloss Sawenstein errichtet. | Mehr Bilder                                                                     |
| Schloss Sawenstein (auch: Savenstein, Sauenstein, slowenisch: Dvorec Boštanj) (Lage: 46° 1′ 7″ N, 15° 16′ 20″ O)                                                                                          | Boštanj (deutsch: Sawenstein, Obersawenstein), Gemeinde Sevnica (deutsch: Lichtenwald)                                                          | Erbaut im 17. Jahrhundert mit Steinen der Burg Sawenstein, am 10. Oktober 1943 von Partisanen zerstört; nur noch Fundamente übrig. Zugehörige Kapelle erhalten. | Mehr Bilder                                                                     |
| Burg Schallegg (auch: Schaleck, Schalleckh, slowenisch: Grad Šalek) (Lage: 46° 21′ 42″ N, 15° 7′ 38″ O)                                                                                                   | Šalek (deutsch: Schallegg), Gemeinde Velenje (deutsch: Wöllan)                                                                                  | 1278 erstmals erwähnt. Turmburg mit kleinem Burghof und Wehrmauer, Höhenburg; um 1770 abgebrannt, Ruine des Wohnturms noch sichtbar. | Mehr Bilder                                                                     |
| Burg Schlangenburg (auch: Burg Neuhaus, slowenisch: Grad Dobrna, Kačnik, Kačji grad) (Lage: 46° 20′ 15″ N, 15° 12′ 35″ O)                                                                                 | Lokovina (deutsch: Katzenegg), Gemeinde Dobrna (deutsch: Neuhaus)                                                                               | Höhenburg, erbaut Anfang des 12. Jahrhunderts, 1772 eingestürzt. Ruinenrest | Mehr Bilder                                                                     |
| Schloss Schöneck (slowenisch: Grad Šenek, Dvorec Šenek) (Lage: 46° 17′ 3″ N, 15° 4′ 30″ O) | Polzela (deutsch: Heilenstein) | Schloss auf Anhöhe mit barockem Herrenhaus der 2. Hälfte des 19. Jahrhunderts und viereckig angegliedertem Gesamthof mit eigener Kirche, erhalten. | Mehr Bilder                                                                     |
| Burg Statenberg (slowenisch: Grad Štatenberg) (Lage: 46° 17′ 26″ N, 15° 41′ 3″ O) | Makole (deutsch: Maxau) | Erbaut Mitte des 13. Jahrhunderts; Ende des 17. Jahrhunderts aufgegeben. Die Steine wurden für Schloss Statenberg verwendet. Mauerreste auf dem Burgberg noch vorhanden. | Mehr Bilder                                                                     |
| Schloss Statenberg (slowenisch: Dvorec Štatenberg) (Lage: 46° 19′ 31″ N, 15° 40′ 23″ O) | Makole (deutsch: Maxau). | Erbaut 1720 bis 1740 mit Steinen der Burg Statenberg; in Privatbesitz. | Mehr Bilder                                                                     |
| Schloss Stermol (slowenisch: Dvorec Strmol) (Lage: 46° 13′ 46″ N, 15° 41′ 48″ O) | Gemeinde Rogatec (deutsch: Rohitsch in der Steiermark)                                                                                          | Schloss, Herrenhaus; 1436 erstmals erwähnt, im 17. Jahrhundert umgebaut. Erhalten und saniert. | Mehr Bilder                                                                     |
| Gutshaus Sternthal (slowenisch: Dvorec Strnišče oder Graščina Strnišče) (Lage: 46° 24′ 12″ N, 15° 47′ 23″ O)                                                                                              | Gemeinde Kidričevo (deutsch: Sternthal) | Mittelalterlicher Bau, 1870 umgebaut, 2012–2014 saniert. Ehemals schlossartiger Herrensitz mit südlichem Mittelrisalit und nördlichen Arkaden und großem nordöstlichen Querbau. Westlich ein ehemals langgezogener Wirtschaftshof. Kulturdenkmal: EŠD 23737 | Mehr Bilder                                                                     |
| Burg Studenitz (slowenisch: Grad Studenice) (Lage: 46° 18′ 0″ N, 15° 36′ 54″ O) | Ortsteil Studenice, Gemeinde Poljčane (deutsch: Pöltschach)                                                                                     | Burgruine oberhalb des Dominikanerklosters: Kirchenburg des Klosters aus dem vermutl. 16. Jahrhundert gegen die Türkeneinfälle, 1788 bei einem Brand zerstört. | Mehr Bilder                                                                     |
| Burg Süßenheim (auch: Burg Sussenheim, Süssenheim oder Siessenheim, slowenisch: Grad Žusem) (Lage: 46° 9′ 37″ N, 15° 29′ 13″ O)                                                                           | Gemeinde Šmarje pri Jelšah-Ortschaft Babna Gora (dt.: Wabenberg)                                                                                | Ruine einer Höhenburg des frühen 11. Jahrhunderts; 1781 aufgegeben und zerfallen. Ruinenreste. | Mehr Bilder                                                                     |
| Schloss Themler (slowenisch: Dvorec Temnar) (Lage: 46° 28′ 32″ N, 16° 12′ 59″ O) | Hermanci (deutsch: Hermannsdorf in der Steiermark), Gemeinde Ormož (deutsch: Friedau)                                                           | Im 13. Jahrhundert erstmals erwähnt als Schießplatz, späterer Herrensitz, im 18. Jahrhundert barock umgebaut; heute Weingut mit Weinbaumuseum. Das langgestreckte Gebäude hat ein hohes Dach, von einem Gesims unterbrochen, eine bescheidene barock gegliederte Fassade mit großem Gewölbeweinkeller im Wirtschaftsteil. Kulturdenkmal: EŠD: 6315 |                                                                                 |
| Schloss Trebnik früher: Schloss Windisch-Graetz; auch: Trebenek (slowenisch: Dvorec Trebnik) (Lage: 46° 20′ 6″ N, 15° 25′ 9″ O)                                                                           | Gemeinde Slovenske Konjice (deutsch: Gonobitz).                                                                                                 | 1404 erstmals erwähnt; 1630–1636 barock umgebaut, heute städtisches Museum. Kulturdenkmal: EŠD number: 7864 und 10273. | Mehr Bilder                                                                     |
| Burg Turn (auch Burg Thurn, slowenisch: Grad Turn, Spodni Grad Brestanica) (Lage: 45° 59′ 17″ N, 15° 28′ 4″ O)                                                                                            | Brestanica (deutsch: Reichenburg in der Steiermark), Gemeinde Krško (deutsch: Gurkfeld)                                                         | Ehemalige Wasserburg zu Füßen der Reichenburg. | Mehr Bilder                                                                     |
| Burg Thurn (auch: Burg Turn, slowenisch: Grad Turn, Grad Hrastovec) (Lage: 46° 22′ 47″ N, 15° 7′ 8″ O) | zwischen Ortsteil Hrastovec (deutsch: Schalckthal) und Stadtkern von Velenje (deutsch: Wöllan)                                                  | Höhenburg, 1207 Ersterwähnung, später schlossartig ausgebaut, erhalten. | Mehr Bilder                                                                     |
| Schloss Thurnisch (slowenisch: Grad Turnišče) (Lage: 46° 23′ 55″ N, 15° 51′ 54″ O) | Turnišče (deutsch: Thurnisch), Gemeinde Ptuj (deutsch: Pettau)                                                                                  | Im 13. Jahrhundert erstmals erwähnt; 1676 umgebaut, heute in Staatsbesitz. | Mehr Bilder                                                                     |
| Burg Tüffer (auch: Burg Tabor, slowenisch: Grad Laško, auch: Grad Tabor, Grad Tyver) (Lage: 46° 9′ 25″ N, 15° 14′ 15″ O)                                                                                  | Gemeinde Laško (deutsch: Tüffer). | Höhenburg erbaut im frühen 12. Jahrhundert, 1265 als castrum erwähnt. 1487 niedergebrannt und wiederaufgebaut, ab 1665 schlossähnlich umgebaut, Niedergang ab 18. Jahrhundert; 1984–1988 restauriert, heute Restaurant. | Mehr Bilder                                                                     |
| Schloss Untererkenstein (auch Untererckenstein, slowenisch: Dvorec Gomila oder Grad Spodnji Erkenštajn) (Lage: 46° 2′ 22″ N, 15° 15′ 22″ O)                                                               | Šmarčna (deutsch: Schwarzna), Gemeinde Sevnica (deutsch: Lichtenwald)                                                                           | Erbaut um 1600 von der Familie Tschetschker, benannt nach dem ersten Ort Gomil; Herrenhaus für 41 Höfe mit Ummauerung, Marstall und eigener Kapelle. Im 18. Jahrhundert im Besitz der Barone von Mordax, ab 1871 Verkauf im schnellen Wechsel, gegen Ende des 19. Jahrhunderts heruntergekommen, 1915 Ruine. Danach Gelände mit Häusern überbaut. Nichts erhalten. | Mehr Bilder                                                                     |
| Schloss Weichselstätten (auch Tabor-Weichselstätten, slowenisch: Dvorec Tabor-Weichselstatten oder Graščina Tabor) (Lage: 46° 17′ 56″ N, 15° 18′ 0″ O)                                                    | Gemeinde Vojnik (deutsch: Hochenegg) | kastellartiger nahezu quadratischer, vierstöckiger Schlossbau an der Mündung der Tesnica in die Hudinja, im Süden zwei eingebaute Treppentürme, im Nordwesten nur einer; Reste einer Parkanlage und barocker Gartenpavillon |                                                                                 |
| Schloss Wildhaus (slowenisch: Grad Viltuš bzw. Dvorec Viltuš) (Lage: 46° 33′ 39″ N, 15° 32′ 0″ O) | Spodnji Slemen (deutsch: Slemen), Gemeinde Selnica ob Dravi (deutsch: Zellnitz an der Drau)                                                     | Nachfolger der alten Burg vom nördlich umgebenden Hügel. Erbaut im 17. Jahrhundert in die Drau-Niederung. Aussehen von Ende des 19. Jahrhunderts. Bemerkenswert der quadratische, wuchtige hohe Turm mit vier runden Wichhäuschen bzw. Ecktürmchen und aufgesetztem steilen Zeltdach. Das Schloss selbst ist ein über 80 Meter breiter, meist zwei- bzw. dreistöckiger Mehrfachbau mit Krüppelwalmdach. Südöstliche Ecke mit zweigeschossigem Eckanbau Richtung Drau und kleinem runden Ecktürmchen am Übergang. Westlich Kapellenanbau mit angedeutetem Zwiebelturm. Erhalten, sanierungsbedürftig. | Mehr Bilder                                                                     |
| Schloss Windenau (auch: Wintenaw, slowenisch: Dvorec Betnava) (Lage: 46° 31′ 45″ N, 15° 38′ 23″ O) | Stadtgemeinde Maribor (Marburg an der Drau) | Aus Wasserburg (1319 urkundlich), im 16. Jahrhundert in ein teilbefestigtes Renaissance-Schloss ausgebaut, 1784 im Florentiner Stil erneuert, zweigeschossiger wuchtiger Baukörper mit eingebauten Türmen und großem Mittelrisalit, seit 1999 Kulturdenkmal von nationaler Bedeutung. | Mehr Bilder                                                                     |
| Schloss Windisch-Feistritz auch: Feistritz (slowenisch: Grad Slovenska Bistrica, auch: Grad Bistrica) (Lage: 46° 23′ 37″ N, 15° 34′ 16″ O)                                                                | Gemeinde Slovenska Bistrica (deutsch: Windisch-Feistritz)                                                                                       | 1265 erstmals erwähnt; 1623 barocker Umbau, heute in Staatsbesitz. | Schloss Windisch-Feistritz                                                      |
| Schloss Wisell (slowenisch: Grad Bizeljsko, Grad Orešje) (Lage: 46° 2′ 42″ N, 15° 41′ 38″ O) | Bizeljska Vas (deutsch: Wiselldorf), Ortsteil von Brežice (deutsch: Rann)                                                                       | Höhenburg des 13. Jahrhunderts (urkundlich erst 1404), später zum Schloss ausgebaut, war im Besitz der Tattenbach und Windisch-Graetz, erhalten. | Mehr Bilder                                                                     |
| Schloss Witschein (slowenisch: Svečinski Grad) (Lage: 46° 40′ 5″ N, 15° 35′ 19″ O) | Svečina (deutsch: Witschein), Gemeinde Kungota (deutsch: Sankt Kunigund)                                                                        | Vorgängerburg auf nahem Hügel, 1532 im Türkenkrieg zerstört, Schloss als Renaissancebau von 1692 mit vier Ecktürmen auf rechteckigem Grundriss. | Mehr Bilder                                                                     |
| Schloss Wöllan (auch: Burg Wallan, slowenisch: Grad Velenje, Velenjski grad) (Lage: 46° 21′ 24″ N, 15° 6′ 37″ O)                                                                                          | Velenje (deutsch: Wöllan) | Höhenburg und Stadtburg von 1270, heute halb Schloss – halb Burg; wuchtiger Baukörper in Kastellform mit runden und quadratischen Ecktürmen; ehemals umlaufende Vorbastion noch teilweise mit zwei kompakten Rundtürmen mit Spitzdächern Richtung Osten zur Touristinformation am Bergfuß hin erhalten. | Mehr Bilder                                                                     |
| Schloss Wurmberg (slowenisch: Grad Vurberk, auch: Vumpah) (Lage: 46° 29′ 12″ N, 15° 47′ 46″ O) | Vurberk (deutsch: Wurmberg), Gemeinde Duplek (deutsch: Täubling).                                                                               | Erbaut im 12. Jahrhunderts; 1945 durch Bombenangriff größtenteils zerstört. | Mehr Bilder                                                                     |
| Burg Zerau (auch Burg Zerowetz, Cerau, slowenisch: Grad Cerovec) (Lage: 46° 15′ 3″ N, 15° 21′ 40″ O) | Cerovec (deutsch: Zerowetz, auch: Zerau), Gemeinde Šentjur (deutsch: Sankt Georgen bei Cilli).                                                  | Burg aus dem 14. Jahrhundert (als Rittergut eines Guntzl von Thurn 1327), der Ort selbst erst im 15. Jahrhundert als Zerowecz oder Czerobitz erwähnt. 1547 erneut beurkundet. Heute keine Spuren mehr vorhanden. |                                                                                 |

### Prekmurje(Übermurgebiet)
| Bezeichnung | Ort                                                                          | Bemerkungen | Abbildung   |
| --- | ---------------------------------------------------------------------------- | --- | ----------- |
| Schloss Beltinci (slowenisch: Dvorec Beltinci oder Grad Beltinci, ungarisch: Bánffy-Zichy-várkastély) (Lage: 46° 36′ 25″ N, 16° 13′ 59″ O)                            | Gemeinde Beltinci (deutsch: Altfellsdorf, ungarisch: Belatinc)               | Erbaut im 13. Jahrhundert; im 17. Jahrhundert als Barockschloss umgebaut. Nord-Ost ausgerichtete L-förmige Schlossanlage (Rittergut), 3 Rundtürme mit Kegeldächern an den Ecken. Innenhof mit zweistöckigem Arkadengang mit Rundbögen ausgezeichnet. Verspieltes Eingangsportal mit Säulenfiguren und Balkon geschmückt. | Mehr Bilder |
| Schloss Matzenau (slowenisch: Matzenauerjev dvorec, ungarisch: Matzenauer-kastély) (Lage: 46° 44′ 7″ N, 16° 18′ 53″ O)                                                | Gemeinde Moravske Toplice (Toplitz), Ortschaft Prosenjakovci                 | Neuzeitliches Schloss aus der 1. Hälfte des 19. Jahrhunderts, heute nur noch Ruinenreste, in Privatbesitz |             |
| Schloss Oberlimbach (slowenisch: Grad Grad, Grad pri Gradu, Grad Gornja Lendava bzw. Gornjelendavski grad, ungarisch: Felsölendva) (Lage: 46° 48′ 1″ N, 16° 5′ 46″ O) | Gemeinde Grad, Ortschaft Grad (deutsch: Oberlimbach, ungarisch: Felsölendva) | 1208 erstmals erwähnt, im 17. Jahrhundert barock umgestaltet. | Mehr Bilder |
| Schloss Murska Sobota (slowenisch: Grad Murska Sobota oder Soboški Grad, ungarisch: Muraszombati Vár) (Lage: 46° 39′ 45″ N, 16° 9′ 39″ O)                             | Gemeinde Murska Sobota (deutsch: Olsnitz, ungarisch: Muraszombat)            | 1255 erstmals erwähnt, Ende 17. Jahrhundert als Renaissance-Schloss umgebaut, heute Museum. Kastellförmige geschlossene Vierflügelanlage mit ausgesetzten Ecktürmen und Mittelrisaliten mit geschweiften Giebeln. Westseitig ein vorgelagerter Turm. Noch allseitig mit Parkanlage umgeben.                              | Mehr Bilder |
| Schloss Lendava (slowenisch: Lendavski Grad, Dolnjelendavski grad ; ungarisch: Lendvai vár) (Lage: 46° 34′ 1″ N, 16° 27′ 10″ O)                                       | Gemeinde Lendava (deutsch: Unterlimbach, ungarisch: Lendva)                  | 1192 erstmals erwähnt, im 17. Jahrhundert barock umgestaltet. | Mehr Bilder |